# Letteratura latina

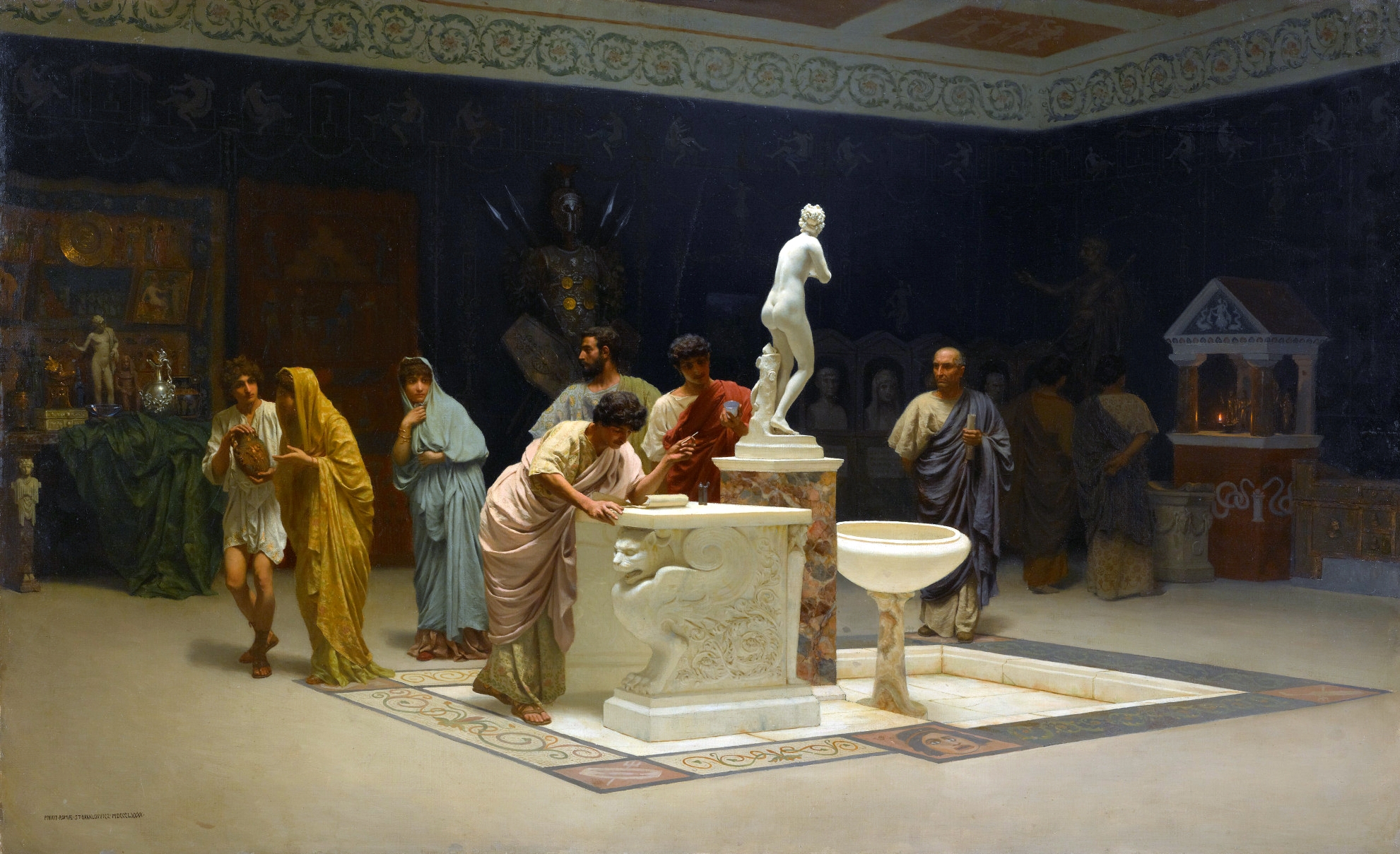
Stefan Bakałowicz,Il circolo di Mecenate (1890)

La letteratura latina è l'insieme della produzione letteraria in lingua latina e delle problematiche che gravitano intorno al suo studio.

## Definizione
Il binomio "letteratura latina" richiede un'interpretazione problematica di entrambe le parole.
Un primo equivoco va sgombrato: nell'immaginario collettivo il termine letteratura latina, per influenza della critica letteraria romantica e idealista, coincide con il termine storia della letteratura latina. Per lo svolgimento diacronico delle forme di espressione ad intento artistico e il loro legame con la storia romana, la definizione più corretta è storia della letteratura latina, mentre la parola "letteratura" implica considerazioni non solo legate allo svolgimento temporale, ma anche ad altri fattori.

### "Letteratura"…
Il sostantivo "letteratura" come diretto derivato della parola latina littera nell'immaginario collettivo sottende la scrittura come veicolo di trasmissione di idee "artistiche".
In primo luogo questa determinazione, adeguata per le letterature moderne, è discutibile per quelle antiche, dotate non solo di un millennio di elaborazione, ma anche di una secolare gestazione: nel corso del XX secolo la progressiva indagine relativa al rapporto tra oralità e scrittura ha ridato ragione e dignità della cultura e della tradizione orale, modificando dunque l'ottica di studio dei fenomeni letterari latini, e non solo dei periodi preletterario e arcaico.
In secondo luogo la definizione di letteratura come trasmissione di idee "artistiche" ebbe come conseguenza l'esaltazione di un canone di letterati a fronte della svalutazione di molta produzione definita "minore" o "tecnica" (giuristi, grammatici, gromatici, ecc.). Fino a pochi decenni fa la determinazione di modelli assoluti e quasi disincarnati a cui ispirarsi nella produzione di nuovi contenuti in lingua latina definì in senso puramente storicistico (arcaici, classici, tardi, medievali) il concetto di letteratura.
La fragilità di tale distinzione è testimoniata da scritture preminentemente tecnico-politiche come i Commentarii de bello Gallico che nessuno definisce unicamente "manuale dello stratega" (categoria che pesa come lapide su Vegezio o sull'anonimo De rebus bellicis). Tale opera rivela al lettore attento non meno arte delle più accorate orazioni ciceroniane. Anche in questo caso l'esegesi letteraria degli ultimi decenni ha preso in considerazione il rapporto tra produzione scritta e temperie sociale (evoluzione politica, geografica e demografica) contestuale ad essa.

### …"latina"
L'aggettivo "latina" è spesso considerato sinonimo di "romana", ma andrebbe meglio interpretato come "in lingua latina": dal punto di vista geografico, è ormai assodato che, se la gran parte della letteratura generalmente accettata come aurea proviene dalla città di Roma, nel corso della secolare produzione di scritti in lingua latina va considerato il formarsi dell'Impero romano e la conseguente diffusione della sua lingua ufficiale in regioni lontane: a titolo di esempio, si consideri il gallo-romano Ausonio o il britannico Beda.
La lingua latina da ben più di un secolo non è considerata solo in senso sincronico, vale a dire scritta solo in età classica da intellettuali e poeti in un breve raggio attorno a Roma: lo studio diacronico della lingua latina, tramite testimonianze epigrafiche, documentali e il raffronto con le radici italiche e le continuazioni romanze, ha evidenziato una necessità di contestualizzare il medium lingua non meno del medium stile.

## Peculiarità e rapporti
Lo studio della letteratura latina presuppone dunque la compresenza e la sinergia di diverse discipline a definirne i complessi rapporti e la differente impostazione rispetto alla letteratura antecedente e successiva. Un elemento che contraddistingue la letteratura latina dalle altre letterature mondiali è la specificità degli argomenti trattati nelle varie opere: infatti, nella storia romana, i temi più studiati erano la retorica, l'oratoria, la politica e il diritto. In quest'ultimo campo, la civiltà romana trovò livelli di perfezioni, per quei tempi irraggiungibili, tant'è che ancora oggi utilizziamo codici e diritti risalenti all'epoca romana (diritto romano).
Non c'è da stupirsi, dunque, se i temi trattati sono estremamente pratici e specifici, basti pensare alle opere di Cicerone e Cesare riguardanti la sfera politica, o i trattati di Vitruvio e Apollodoro di Damasco riguardanti la sfera tecnico-ingegneristica.
La comunicazione letteraria si caratterizza per uno scarto semantico rispetto a quella di uso quotidiano. Nel mondo antico questo si esplicitò in due modalità:
- l'uso di una lingua codificata come quella della poesia, con cui è stata tramandata anche oralmente;
- la scrittura, come atto difforme dalla pratica comune: nell'antichità l'atto scrittorio era infatti ammantato di un'aura sacrale che dava alle litterae una connotazione religiosa (non è un caso che le liste degli annales fossero compilate dai pontifices maximi e che siano ricordati oggetti sacri come i libri sibillini)

### Linguistica e letteratura
La letteratura latina implica la riflessione metalinguistica, vale a dire lo studio della lingua latina e della storia della lingua latina.
La lingua latina è stata infatti codificata dalla costante elaborazione dei grammatici latini, la cui ricerca ed esposizione dei meccanismi interni alla lingua ha fornito non solo un metodo per l'apprendimento del latino che si è perpetuato invariato fino a pochi decenni fa, ma ha anche conservato sotto forma di esempi numerosi frammenti di autori arcaici altrimenti destinati all'oblio.
La storia della lingua latina consiste nello studio diacronico della lingua, dunque la sua origine indoeuropea e i numerosi influssi di substrato esercitati sia dalle lingue preesistenti nel Lazio sia dalle lingue circostanti. Di queste ultime le principali sono le lingue osco-umbre, vale a dire:
- lingua osca;
- lingua umbra.

Inoltre, è da menzionare anche una lingua del medesimo ceppo di quella latina, la lingua falisca
La storia della lingua latina è generalmente catalogata dagli storici in diverse fasi in buona parte corrispondenti con quelle della storia della letteratura; inoltre, vi sono il latino medievale e umanistico e, in una commistione tra considerazioni cronologiche e sociologiche, il latino volgare.
In una lingua latina non ancora linguisticamente pronta vennero scritte le prime commedie di grandi autori quali Plauto, Terenzio, Livio Andronico e Nevio. Questi ultimi due, seppur linguisticamente inferiori, furono i veri precursori della letteratura: già nel III secolo a.C. si cominciavano a delineare i generi delle commedie e delle tragedie che assunsero poi un'importanza elevata nella società romana.

## Storia della letteratura latina
Possiamo idealmente porre, come data di inizio della letteratura latina, il 240 a.C., quando a Roma andò in scena il primo spettacolo scritto da Livio Andronico. Complessivamente i secoli interessati dalla formazione di vari esempi di letteratura sono pertanto circa sei (dal III secolo a.C. al V secolo d.C.)
La letteratura latina può essere convenzionalmente divisa nei seguenti periodi:
- Età preletteraria latina, dal 753 a.C. (data tradizionale della fondazione di Roma) al 241 a.C. (fine della prima guerra punica): in questo periodo troviamo rudimentali attestazioni pre-letterarie, la maggior parte ad opera di anonimi;
- Letteratura latina arcaica, dal 241 al 78 a.C. (morte di Lucio Cornelio Silla): in questo periodo cominciano a vedersi le prime opere in prosa e in poesia;
- Letteratura latina classica, o periodo aureo, dal 78 a.C. al 14 d.C. (morte di Augusto), a sua volta suddivisibile in:
  - Età cesariana o ciceroniana;
  - Età augustea;
- Letteratura latina imperiale, dal 14 al 476 (caduta dell'Impero romano d'Occidente), a sua volta suddivisibile in:
  - Storia della letteratura latina (14 - 68);
  - Storia della letteratura latina (69 - 117);
  - Storia della letteratura latina (117 - 192);
  - Storia della letteratura latina (III - IV secolo);
  - Storia della letteratura latina (V secolo).

Verranno di seguito riportati gli autori più rappresentativi della letteratura, dal periodo repubblicano di Livio Andronico, Gneo Nevio e Quinto Ennio fino alla tarda età imperiale della letteratura cristiana di Sant'Ambrogio e Sant'Agostino.

### Età arcaica

Cosiddetta testa di Ennio, dal sepolcro degli Scipioni sull'Appia.

Il poema dall'epica di  Livio Andronico al poema didascalico di  Lucrezio.
I primi frammenti arcaici di brani preletterari sono emersi  su ostraka  (ὄστρακα) e fibule e presentano dediche, sigilli di appartenenza, diciture benauguranti, formule sacerdotali. Fra le testimonianze  risalenti al VII secolo a.C., spiccano  il Lapis niger e la Fibula praenestina. Altre iscrizioni riguardano soprattutto formule di preghiera o testi sacri brevi, nonché i primi esempi da noi posseduti di carmina convivialia e di laudationes funebres.
Il primo vero autore in lingua latina è il poeta Livio Andronico.
- Livio Andronico

Si occupò di poesia, e specialmente di tradurre "poeticamente" l'Odissea di Omero, dopo che Roma conquistò la colonia greca di Taranto. Nel III secolo a.C. non ancora esisteva una vera e propria forma di letteratura latina, ma soltanto gli annales pontificum  e leggi scritte su tavole, come le Leggi delle Dodici Tavole. Livio si adoperò per il programma di prima acculturazione romana, ispirandosi alla civiltà antica più illustre, verso cui tendeva a mirare le sorti: l'Antica Grecia.
La storia di Odisseo era già molto nota a Roma, e così Livio usò una traduzione "artistica", trasportando i versi esametri greci nel saturnio italico-latino, radicato nella tradizione orale e locale. Dai frammenti superstiti emerge che molti furono gli interventi diretti del poeta, a partiredal trasporto di elementi di cultura italica nel contesto dell'originale greco. Ad esempio, notiamo la sostituzione della tradizionale musa poetica Calliope con le Muse Camene italiche e piccoli cambiamenti nella descrizione delle situazioni. In primo luogo per ragioni  metriche, in secondo luogo per far corrispondere l'eroismo del protagonista Odisseo, qui chiamato "Ulisse" per la prima volta, agli ideali guerrieri romani. Fu così che nacque il poema epico dell'Odusia. Livio fu anche uno dei primi a comporre delle tragedie, sempre ispirandosi al modello greco, rifacendosi molto a Euripide, le cosiddette fabulae cothurnatae, in cui spiccano molte analogie con il modello originario, essendo il teatro un argomento ancora del tutto sconosciuto a Roma.
- Gneo Nevio

Fu poeta e comico latino. La sua importanza è dovuta soprattutto all'invenzione del primo vero poema epico prettamente latino: il Bellum Poenicum, che tratta inoltre un argomento storico, la prima guerra punica tra Roma e Cartagine. L'importanza del poema è dovuta all'intento di manifesto di propaganda a favore di Roma, proprio nel periodo precedente alla colonizzazione dei regni del Mediterraneo, rappresentando la guerra cartaginese come cesura tra la conquista italica e l'inizio dell'espansione mediterranea romana. La struttura del poema è ancora molto semplice e statica, e si rifà al chiaro modello omerico del ricordo del protagonista davanti al fregio di un tempio di Agrigento, modello stilistico per poter ripercorrere dalle origini la fondazione di Roma e l'arrivo al potere fino al momento della guerra cartaginese. Chiaro elemento di prima enciclopedia tribale latina per definire una volta per tutte i chiari canoni del modello di vita romano, e dei propri valori, successivamente ripresi da Virgilio per Enea.
Nevio scrisse anche molte commedie di stampo greco, avviando definitivamente lo sviluppo del teatro romano.
- Quinto Ennio

Ennio è ritenuto da Cicerone il pater della letteratura latina, dacché col poema Annales sancì la definitiva affermazione letteraria di Roma. Il poema, suddiviso in 18 libri, trae spunto dagli annales pontificum, narrando in maniera storico-mitico-didascalica la storia di Roma dalle origini della fuga di Enea da Troia, fino alle battaglie di Roma durante le guerre macedoniche (II secolo a.C.). L'importanza di Ennio risiede in un meticoloso lavoro di labor limae, e studio consapevole di adottare, per celebrare la grandezza di Roma e della nuova letteratura nascente, l'esametro dattilico greco, avvicinandosi ancora meglio ai modelli indiscussi della civiltà antica. L'abbandono del rozzo saturnio italico dimostra una chiara padronanza dei latini della nuova lingua, poiché Ennio nel poema e nelle tragedie conierà nuovi termini, spesso "calchi" di originali greci. Il programma di formazione culturale enniano è dichiarato in un secondo proemio del poema, in cui Ennio si immagina di salire al monte delle Muse, per ricevere la corona d'alloro dalle ninfe; mentre in un altro episodio dichiara di essere una reincarnazione dello stesso Omero, la cui anima, dopo un processo trasmigrante, è giunta in lui, legittimando così per volontà quasi divina il suo agire e il suo comporre da massimo poeta latino. Tale idea della trasmigrazione dell'anima riporta agli ideali di Pitagora, mostrando come Ennio fosse molto attento allo studio della cultura greca, che gli valse l'appellativo di primo "filologo" latino, per la conseguente motivazione anche in base alla scelta delle parole, e alla creazione di nuove per il poema.
Riguardo ad altri generi letterari, Ennio lavorò anche a numerose tragedie, ispirandosi molto a Euripide, a piccoli encomi verso gli Scipioni, facendo parte del circolo culturale, e sperimentò per primo il genere letterario della satira, trattando nella raccolta argomenti di vario genere in tono umoristico.
- Fabio Pittore

Retore romano, le parti superstiti degli Annales dimostrano l'importanza del fenomeno enniano di "grecizzazione", essendo il poema scritto in versi in lingua greca. Infatti tali opere erano destinate ancora a un pubblico molto colto, e di cerchia, ed essendo la lingua greca di moda tra i latini proprio per il processo di acculturazione, Pittore scrisse in tale stile, ispirandosi sempre agli annales e agli acta del senato. Lo schema è quello classico, usato anche da Nevio, per la narrazione del presente, senza trascurare l'elogio delle origini mitiche di Roma: 1) narrare il momento della battaglia 2) ricordare con un flashback i fasti di Roma 3) breve resoconto della battaglia finale. Infatti l'opera di Pittore riguarda la prima parte della seconda guerra punica, a partire dall'inizio, offrendo un flashback centrale, e giungendo al resoconto della battaglia di Canne.

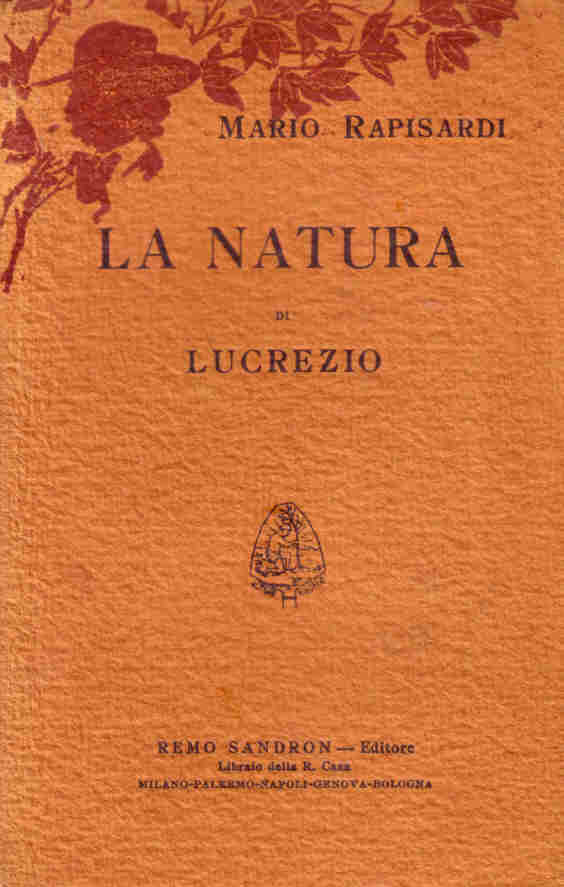
Copertina della traduzione di Mario Rapisardi del De rerum natura di Lucrezio

- Tito Lucrezio Caro: autore del De rerum natura, primo poema epico didascalico incentrato su un argomento che non abbia a che fare con la mitologia o la celebrazione delle glorie di un popolo. Nell'opera vengono trattati temi scientifici di ispirazione a opere greche quali i trattati di Epicuro e Parmenide. Il tema tratto è prettamente scientifico, riguardante nel mondo la semplice vita terrena dell'uomo, descritta da un punto di vista molto materialista, e la descrizione del movimento degli astri nell'universo. In particolar modo l'intento di Lucrezio è di distruggere la falsa credenza nell'uomo negli Dei e nei miti, dacché, scegliendo l'esempio del sacrificio di Ifigenia, non fanno altro che volere il male e la sottomissione dell'uomo. L'uomo è visto da Lucrezio da un punto di vista analiticamente scientifico, con l'unica differenza dagli animali di provare dolore, e di soffrire perché in grado di pensare e provare sentimenti. Dato che la vita terrena per l'uomo non è altro che un male, un disgregarsi e trasformarsi continuo di atomi e materia, Lucrezio consiglia all'uomo di prendere atto di questo, per non abbandonarsi a passione inutili e mondane, pur di fuggire la morte, che non è vista come un male, ma semplicemente come la fine della vita della materia.

La commedia
Dal IV secolo a.C. fino al III secolo a.C. andava di moda, importata dall'Etruria, l'arte goliardica dei Fescennini e del mimo: rozzi figuranti di feste paesane, che si cambiavano insulti per far ridere la parte più bassa del volgo. Successivamente tra il III-II secolo a.C., con lo sviluppo delle fabulae palliatae - togathae (di costume greco e romano), il teatro latino nascente andò a creare le prime rappresentazioni, basandosi sulla contaminazione di più opere, tratte dalla commedia nuova della Grecia. Menandro fu considerato il modello prediletto, a differenza di Aristofane. I massimi rappresentanti della commedia latina, presi a modello fino alla fine della letteratura latina imperiale, furono in assoluto Plauto e Terenzio.

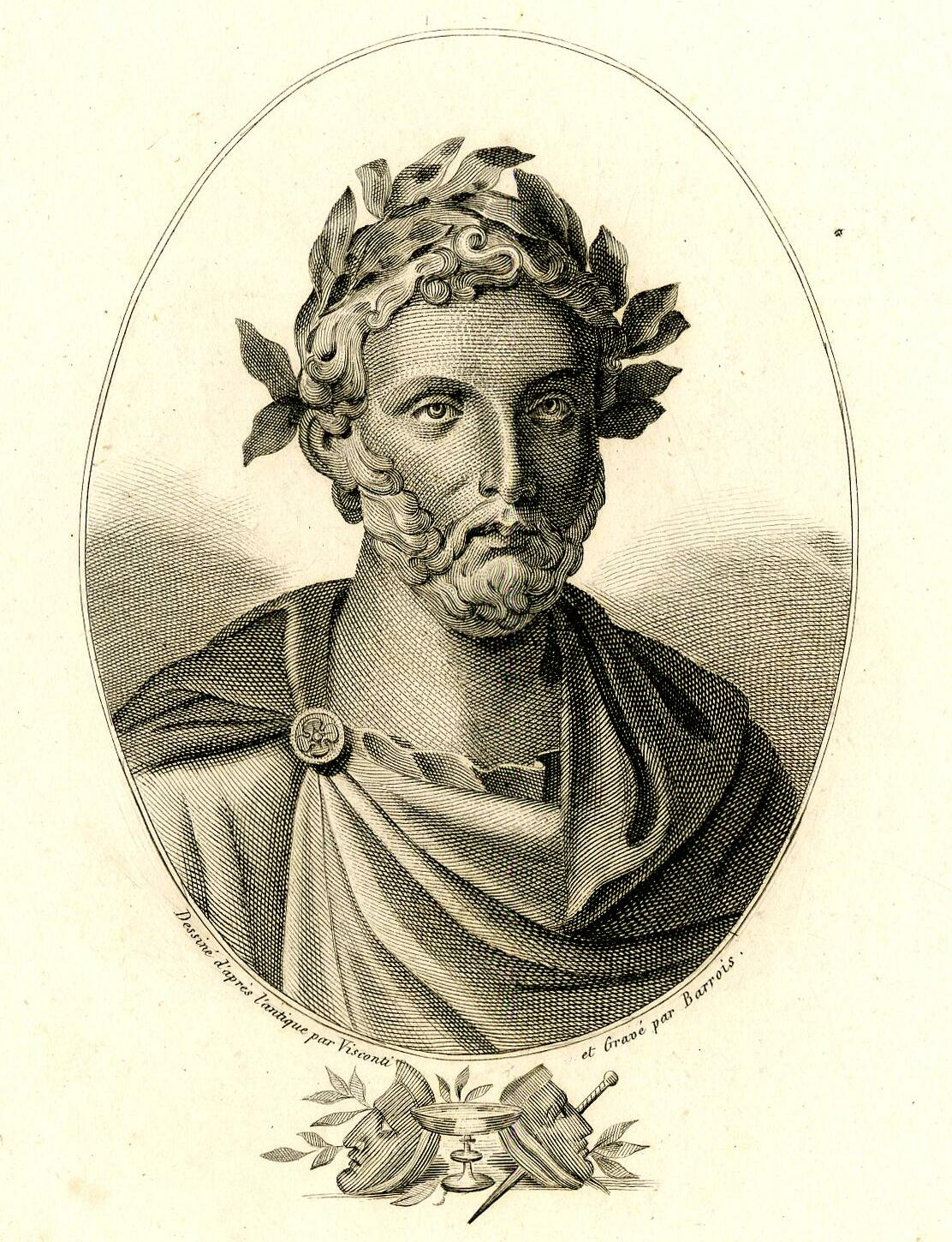
Tito Maccio Plauto

- Tito Maccio Plauto: il filologo Marco Terenzio Varrone curò 19 delle commedie plautine, ritenute autentiche, circolandone molte spurie, proprio per la fama dell'autore. Plauto creò la commedia dell'arte ante-litteram, dacché mescolò le trame-canovaccio di commedie greche a dei tipici personaggi farseschi tratti dal rito dei Fescennini, come la maschera del vecchio scemo, del servo ingordo, e del parassita ruffiano. Plauto in opere come Aulularia, Miles gloriosus, Pseudolus e Menecmi fuse intere trame, creando molte maschere comiche, come quelle del capitano spaccone, la prostituta invadente, il ruffiano, il giovane scapestrato e il vecchio avaro, tutte intente a rappresentare i peggiori vizi del popolo, riproposte in teatro per estrapolare soltanto il riso, con gag fine a sé stesse, ma notevoli per la giocosità dello stile, completamente reinventato da Plauto, benché le storie fossero ambientate in Grecia (da qui il disprezzo dei conservatori romani della cultura lasciva greca, e il mos maiorum catoniano). Nelle battute scambiate tra i personaggi il linguaggio è distorto e storpiato, con la creazione di locuzioni nuove atte a far ridere per il momento preciso della situazione rappresentata, oppure l'invenzione di parole composte, riprendendo lo stile farsesco dei servi di Aristofane. Il protagonista verso della situazione è il cosiddetto servus currens, il vero artefice della trama e degli equivoci, una persona rozza ma estremamente furba, che volente o nolente gestisce il filo della situazione di tutti i personaggi che lo incrociano, compreso soprattutto il padrone. La trama di ogni commedia, dopo gli intrecci, aveva il lieto fine.
- Publio Terenzio Afro: ben diverso è lo stile di Terenzio e delle sue commedie. Delle più famose sono Il punitore di se stesso e l'Andria, in cui si evince lo stile più semplice e pacato della classica commedia nuova menandrea, da cui prese ispirazione. Terenzio inoltre frequentò il Circolo degli Scipioni, dando un linguaggio più colto e riflessivo alle commedie, che purtroppo gli valsero l'accusa da parte di detrattori di contaminazione e riciclaggio di commedie non sue, nonché il fiasco del pubblico, troppo rozzo per accettare alcuni canoni rivoluzionari, come la disperazione di un padre che ha mandato il figlio a fare il legionario per fargli dimenticare una ragazza (per i Romani l'esercito era una grande occasione per la carriera forense), e i monologhi riflessivi delle prostitute sulla loro condizione disdicevole. Una famosa citazione terenziana è Homo sum, nihil humani a me alienum puto, dal Punitore di sé stesso, stante a dimostrare l'interesse analitico di Terenzio per le vicende umane, sia positive che negative, intendendo offrire più la descrizione di uno spaccato contemporaneo di vita borghese, anziché la storia farsesca e improbabile dei lazzi delle maschere plautine.

La tragedia
La tragedia latina si è sempre basata su miti greci, e raramente su storie romane. Ne danno esempio Pacuvio, Accio e Seneca. Nell'età arcaica i due massimi tragediografi furono Marco Pacuvio e Lucio Accio. Il primo ostentò, al pari di Ennio, una cura per lo stile e la forma, il cosiddetto labor limae, ostentando però un'eccessiva pedanteria filosofica, pur di ottenere la solennità. Accio rispecchiò il gusto del pubblico romano per il macabro e l'orrido, e inserì numerose scene di sangue nelle tragedie, ricalcando inoltre i miti più truculenti delle storie greche, come la vicenda degli Argivi e i Sette contro Tebe.

### Età classica

#### Età cesariana
Prima e durante il potere di Giulio Cesare, la letteratura latina subì un'ulteriore spinta nello sperimentalismo di vari generi letterari, con lo sviluppo crescente della storiografia, dell'oratoria-retorica, e della prima ricerca erudita dell'analisi della lingua stessa latina, assieme a vari studi di filologia.
- Marco Terenzio Varrone: filologo, studioso di lettere e delle origini della lingua romana e italica. Notevole è il volume del De lingua latina dove ricalca la storia e le trasformazioni dei fonemi dall'originale indeuropeo, fino alle trasformazioni mediante l'influsso etrusco e greco dell'attualità. Si occupò di curare vari trattati, oggi perduti, di disparati argomenti culturali riguardanti Roma, come i costumi, le tradizioni popolari, la divinazione nonché la storia. Il Reatino scrisse anche dei primi trattati di filologia, analizzando le numerosissime commedie della produzione plautine, riconoscendone però soltanto 19 autentiche, nel De comoediis Plautinis. Scrisse anche trattati riguardo all'agricoltura: il De re rustica, volume in polemica con il De agri cultura di Catone il Censore, specialmente sulla questione del trattamento degli schiavi: mentre Catone si dimostrava inflessibile, trattando gli uomini come oggetti del proprietario, Varrone già inizia a dimostrare una più consueta pacatezza e benevolenza, trattando gli schiavi sì come servi, ma riconoscendo il loro legame indissolubile alla famiglia romana che gestisce il podere. Il De re rustica, e il De agri cultura rispecchiano la cultura romana della coltivazione di un podere, da veri e propri imprenditori privati, dopo il servizio militare. La cura della terra rispecchia non solo la grande capacità imprenditoriale che doveva appartenere al perfetto civis romanus, ma rappresentava anche l'ordine di integrità morale del pater familias, il quale appunto garantendo l'ordine ela produttività del podere, dava ordine e perfezione anche a sé stesso e alla propria famiglia.

Altra importanza varroniana è la definitiva entrata in scena nella letteratura della satira latina, che porterà alla dicitura di Quintiliano: satura tota nostra est. L'opera varroniana delle Saturae Menippeae ne è una prova: una raccolta in diversi libri di piccoli bozzetti di vita quotidiana romana, descritti in prosimetrum (prosa e metro poetico). Varrone scherza, inserendo anche l'intervento divino, sui tipici vizi del cittadino romano, come la corruzione, l'arrivismo e la prostituzione, offrendo varie piccole scene, che ispireranno poi Orazio; i bersagli varroniani sono sempre gente della borghesia, e mai potenti.
- Marco Porcio Catone: retore, autore del De agri cultura, Libri ad Marcum filium e Origines. Benché le sue orazioni siano perdute, le tre opere in trattato dimostrano la spigolosità del carattere catoniano, tutto incentrato nel rispetto del mos maiorum romano, contro ogni influsso culturale estero, specialmente quello greco, considerato come corrotto e lascivo. La praticità del sistema catoniano è visibile specialmente nel De agri cultura, dove ogni lavoro è catalogato in cifre, così come la quantità produttiva di cereali o vino da consegnare ogni mese e ogni anno, esempio del buon cittadino romano. Come detto, Catone non fa sconti sul trattamento degli schiavi, considerati semplicemente come oggetti proprietari del padrone. Nei Libri ad Marcum Catone offre alcuni consigli sull'oratoria e sulla formazione, sempre intrisi da un profondo disprezzo per i costumi greci. Nelle Origines Catone dà un ultimo esempio di metodo storiografico della prima generazione, ossia il sistema tripartito della narrazione degli eventi contemporanei, il flashback intermedio delle antichità romane semi-mitiche, e infine il resoconto conclusivo.

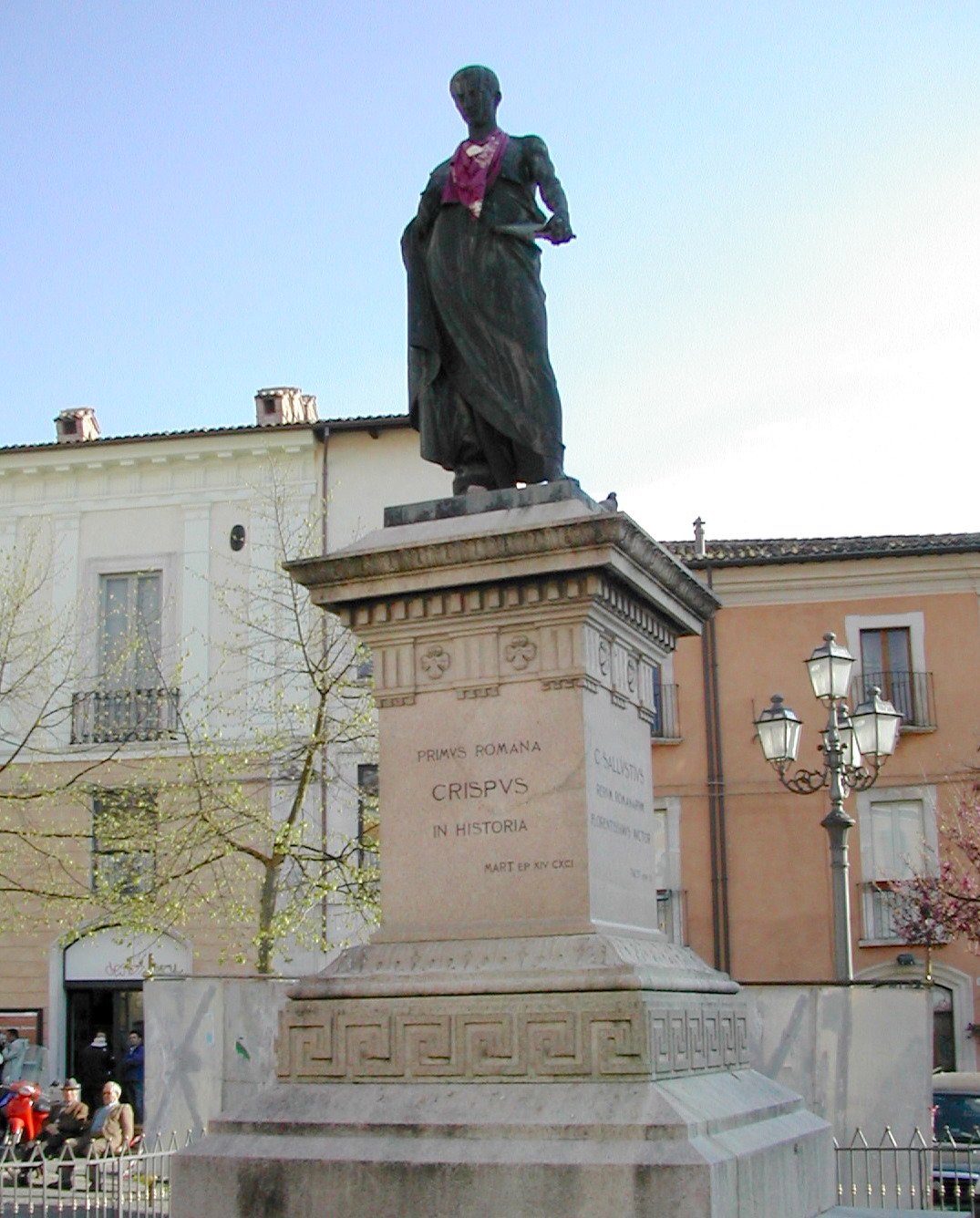
Statua di Sallustio a L'Aquila

- Gaio Sallustio Crispo: storico, appartenente alla seconda generazione, primo ad introdurre il metodo della monografia, ossia il descrivere un determinato periodo storico con determinati protagonisti. Le sue opere principali infatti sono il De Catilinae coniuratione e il Bellum Iugurthinum. Nel primo tratta la congiura di Lucio Sergio Catilina nel 62 a.C. ordita per prendere il senato con un colpo di Stato, contro gli optimates di Marco Tullio Cicerone, essendo stata la sua candidatura bocciata due volte per la sua proposta di ridistribuzione delle terre ai veterani di guerra. Sallustio descrive nell'opera i motivi per cui Catilina è giunto a compiere la congiura, rappresentato come un mostro, benché ludico nella sua diabolicità, tratteggiando negativamente anche Cesare e Cicerone, consoli non da meno, anche loro disposti a conservare il potere della Repubblica con ogni mezzo illecito, come la frequentazione di prostitute da parte dello stesso Cicerone, per poi mandare a morte i congiurati senza processo. La corruzione del senato è il vero protagonista della monografia, in cui Catilina descrive la degenerazione degli optimates e delle classi più influenti e ricche, che desiderano soltanto conservare il potere, dopo il controllo tirannico esercitato da Lucio Cornelio Silla.
Nella seconda opera Sallustio descrive la guerra contro l'usurpatore Giugurta del regno di Numidia, e tratteggia con spietatezza maggiore la corruzione dilagante nella politica romana, che ritardò di molto la campagna militare grazie a mazzette consegnate da Giugurta in persona ai senatori. Sallustio anche qui si lascia trasportare dal rimorso anti-romano, affermando che la politica necessita di una nuova spinta morale, avendo perduto tutti gli antichi valori. Roma, avendo perso dopo la seconda guerra punica un vero nemico da fronteggiare, si è lasciata andare alla conquista sfrenata del Mediterraneo e dei vari regni, assorbendo le varie culture, per garantire l'ordine, ma venendone anche contagiata, in particolare la sete di potere e di lussuria scaturita dopo la terza guerra macedonica contro Perseo di Macedonia, dopo la depredazione del tesoro della città. Sallustio per questo si rifà a Polibio, che denuncia la corruzione dilagante a Roma non solo tra i politici, ma anche tra i giovani rampolli dell'alta società, che si abbandonano ai piaceri mondani, trascurano tutte le antiche regole che favorirono Roma nella sua ascesa al controllo dell'Italia. I principali personaggi dell'opera sono Giugurta, Silla e Gaio Mario. Il primo è l'artefice del male assoluto, destinato però alla disgrazia, il secondo è uno spietato calcolatore, ottimo nelle azioni belliche, ma destinato per il suo carattere alla rovina per il suo metodo assolutistico, mentre Mario è rappresentato come il simbolo dell’homo novus, ossia un uomo di condizioni non nobili, che però riesce a ottenere il successo nella carriera forense, tanto più militare, che in qualità di generale pronuncia un appassionato discorso alle truppe, convincendole a combattere con particolare animosità contro il nemico Giugurta.
Nell'ultima opera sallustiana delle Historiae, si evince dalle "lettere" superstiti, specialmente da quella di Mitridate VI del Ponto, la particolare avversità sallustiana per la sete di potere romana, scaturita dalla campagna di conquista del Mediterraneo. La scena della lettera riguarda le guerre siriache, combattute in contemporanea con le guerre macedoniche: Mitridate descrive la chiara politica di Pompeo, ossia quella di conquistare un territorio con penetrazione indiretta, cioè fornire del denaro, mediante il personaggio di Lucullo, per poi chiederne in cambio il doppio, costringendo lo stato all'indebitamento, e alla guerra con un altro stato vicino, o allo scatenamento pilotato di rivolte contro i cittadini romani giunti appositamente in tali terre a fare affari privati, compromettendo seriamente l'economia dello stato ospite, per poi giungere, attraverso vari eventi di ribellione, alla guerra contro Roma. Mitridate esorta i suoi alleati alla guerra totale contro Roma, descrivendo tutti i suoi peggiori vizi e corruzioni, e la sua sete cieca di potere, che non fa sconti a nessuno.

Lo stile di Sallustio fu definito "tragico" per la sua forte carica di pathos e partecipazione appassionata durante la descrizione degli eventi. Benché la descrizione rappresenti uno stile più misurato e sobrio, rispetto alla patina di arcaismo e ampollosità dei primi trattati romani storiografici della prima generazione, è stata rilevata una caratterizzazione quasi romanzesca e curata dei protagonisti di ciascuna monografia, che sembrano assumere un ruolo quasi teatrale nelle vicende.
- Cornelio Nepote: storico, che seguì il modello greco di Tucidide e Polibio insieme a Sallustio, scrivendo il De viris illustribus. L'opera riguarda le biografie brevi di alcuni dei più importanti personaggi storici della cultura occidentale, che influenzarono i vari periodi storici. L'organizzazione dell'opera era suddivisa in categorie per i condottieri, gli uomini politici, gli artisti e così via. A noi è giunta la sezione biografica delle vite dei condottieri, tra cui Annibale, Alcibiade e Temistocle. Lo stile di Nepote si rifà ad un metodo storiografico ancora conosciuto a Roma, ossia le biografie alessandrine, brevi resoconti della vita di personaggi famosi scelti, presi a modello della cultura e dei costumi morali. Lo stile è ancora più semplice e dimesso di quello sallustiano.

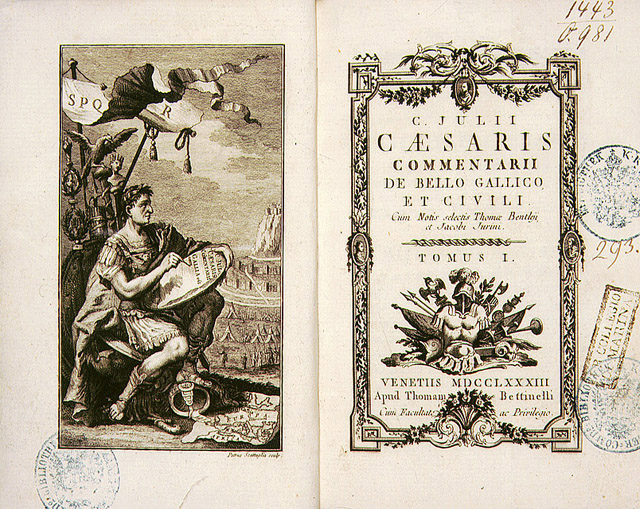
Il De bello gallico di Cesare

- Giulio Cesare: condottiero militare e politico, durante la guerra in Gallia scrisse il De bello gallico, e durante la guerra civile romana contro Pompeo redasse il De bello civili. A Cesare è attribuito anche il Corpus Caesarianum del Bellum Alexandrinum, Bellum Hispaniense e il Bellum Africum, ossia resoconti delle campagne militari della gioventù. La novità stilistica di Cesare consiste nell'introdurre il metodo storiografico del commentarium, ossia una sorta di diario da guerra, dove vengono appuntati, giorno per giorno, i principali eventi durante una spedizione militare. Cesare usò tale metodo per mettere in risalto definitivamente la potenza romana, nonché tratteggiare sapientemente la figura del conduttore militare perfetto, descrivendo la scena in terza persona, ponendo "Cesare" come un personaggio narrato dall'autore, che agisce nella vicenda. Tale manifesto di propaganda fu usato da Cesare per spingere la politica economica romana verso nuovi orizzonti e sbocchi prolifici, questa volta nell'Europa nord-occidentale, in Gallia e nella Germania, nonché nella Britannia. Il resoconto della guerra gallica è intento a mostrare non solo le doti virtuose delle milizie cesariane, e la loro potenza rispetto al metodo di attacco e di organizzazione gallico, ma specialmente offre nel VII libro una descrizione breve e istruttiva degli usi e i costumi delle popolazioni conquistate, per istruire i lettori romani sul metodo da usare nel relazionarsi con essi. Molti episodi riguardano soprattutto la cosiddetta clementia Caesaris, ossia l'atteggiamento benevolo di Cesare verso le popolazioni nemiche che decidono di arrendersi all'esercito romano, ostentando ancora di più rispetto e ammirazione verso la sua figura, e la stipulazione di nuove alleanze. Infatti Cesare, nella conquista gallica, non intendeva devastare i villaggi, ma semplicemente sottomettere Vercingetorige, e attuare una politica di vera e propria colonizzazione culturale verso i valori romani; il metodo usato contro i Germani, popoli rozzi e bellicosi, fu alquanto diverso.

Nel De bello civili Cesare descrive, ancora una volta, le capacità militari dell'esercito del virtuoso comandante, portato per la sua sapienza e tempestività al successo, a differenza delle truppe del Senato corrotto, guidate dal debole Pompeo Magno, destinate a perdere. Anche in quest'opera sono descritte le buone qualità di Cesare, e specialmente sono forniti moli esempi della clementia. Lo stile di Cesare è molto schietto, costruito da un ordine ciclico nel periodo della principale-subordinata-coordinata, o subordinata-coordinata-principale, offrendo una lettura molto veloce e facile, basata soltanto sulla sapiente costruzione tecnica del periodo.
- Marco Tullio Cicerone: oratore, politico e retore. La sua attività in letteratura è suddivisa in oratoria, retorica e filosofia.

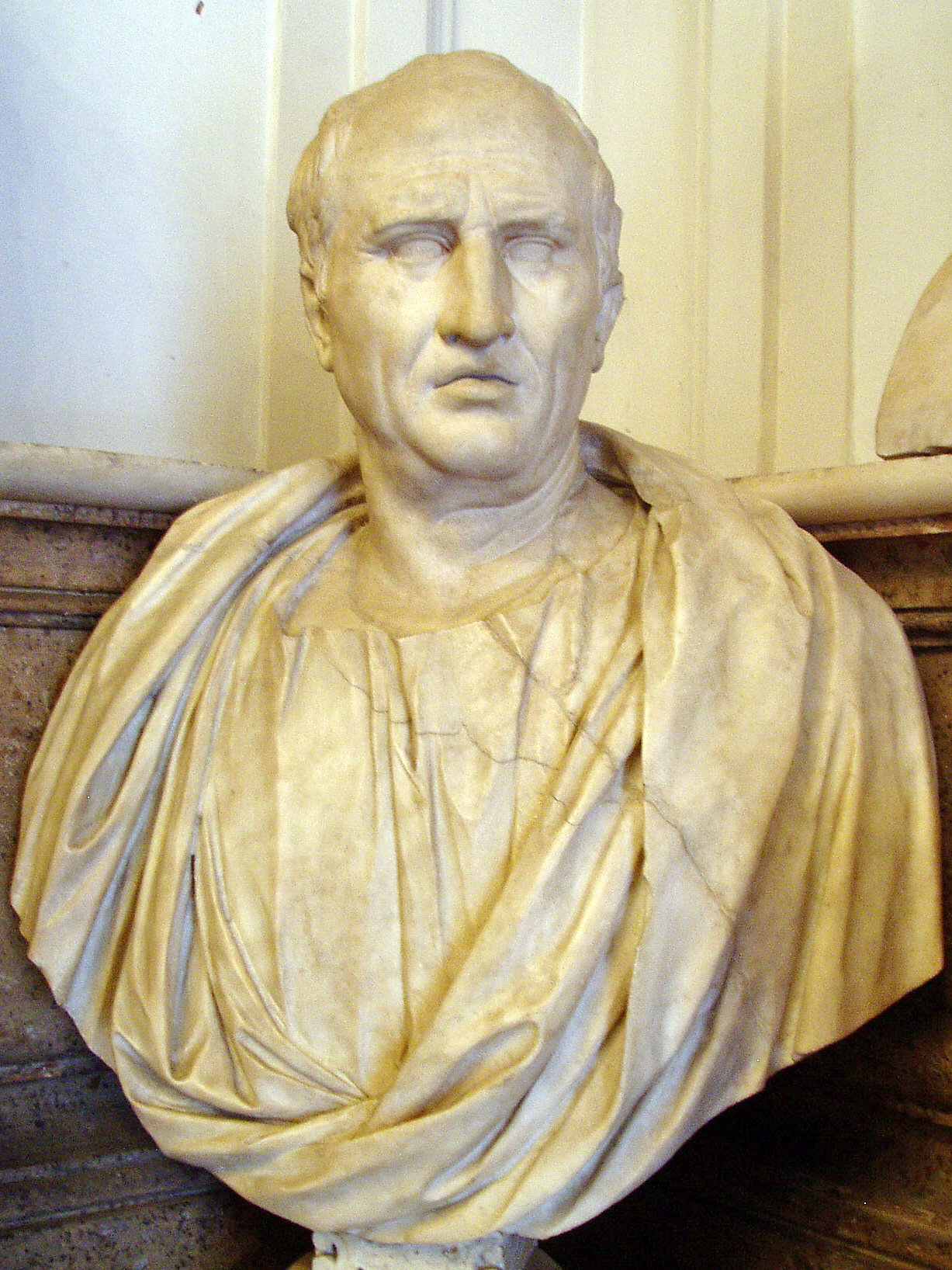
Busto di Cicerone

Cicerone oratore
Le massime opere oratorie sono le Catilinarie, le Verrine e le Filippiche; ma anche le orazioni Pro Archia poeta, Pro Caelio e la Pro Milone. Cicerone, fino alla prima "verrina", adottava il tipico stile ampolloso ripreso dall'oratore rivale Quinto Ortensio Ortalo, della scuola asiana. Cicerone, dopo aver compiuto un viaggio giovanile di formazione in Grecia, riuscì a trovare il perfetto connubio tra stile atticista (troppo schietto e scarno, di cui Lisia era il massimo esponente), e lo stile asiano (troppo ampolloso e ridondante), ispirandosi moltissimo all'oratoria di Demostene, ritenuto il miglior oratore occidentale della Grecia antica. Nelle Verrine, durante il processo contro Gaio Verre, governatore della Sicilia, accusato di falso e appropriazione indebita, Cicerone riuscì a vincere la causa, sperimentando per la prima volta questo stile, che offriva uno schema del periodo a grappolo, con in cima la principale, seguita dalle coordinate o subordinate, che poteva variare e invertirsi, a volte anche con il verbo principale al termine del periodo, a suo piacimento; spesso con lunghe tirate di subordinate, che prevedevano la rarità del punto fermo. Nelle Catilinarie Cicerone accusò e condannò Lucio Sergio Catilina dopo la sventata congiura del 62 a.C., mentre nelle Filippiche, ispirandosi al corpus di Demostene contro Filippo il Macedone, Cicerone osteggiò fortemente il governo di Marco Antonio dopo la morte di Cesare, firmando così la sua condanna a morte. Molte altre orazioni riguardano cause di persone a Cicerone conosciute, in cui entrano dibattiti riguardo alla difesa degli antichi valori della Repubblica, unica ancora di salvezza per la politica e il futuro del popolo romano. Dopo l'esilio nel 58 a causa di battaglie legali contro il tribuno Publio Clodio Pulcro e per la condanna a morte senza processo dei congiurati di Catilina, Cicerone scrisse una nuova rilevante orazione contro il tale Clodio, inserendo come tema centrale non solo la minaccia verso la Repubblica da parte di Clodio, ma anche il pretesto della causa, ossia l'adescamento del giovane Milone, da Cicerone difeso, da parte della sorella Clodia del tribuno stesso Pulcro; facendo perno specialmente su questo scandalo e sui costumi immorali della sorella Clodia, onde far scacciare Clodio dal senato romano.
Cicerone retore-politico
Le opere in trattato di Cicerone riguardano specialmente lo studio sulla miglior forma dell'oratoria, e sono il De oratore la Repubblica, il De legibus e il De officiis. Cicerone stabilisce un vero e proprio sistema sull'insegnamento dell'oratoria, fondato sullo studio della precettistica passata latina, nonché sul suo metodo della conciliazione dei due massimi sistemi dell'atticismo e dell'asianesimo. I 5 sistemi del comporre un'orazione sono pronunciati in questo ordine: inventio - dispositio - elocutio - memoria - actio; ossia il trovare l'argomento per l'orazione, raccogliendo le informazioni necessarie per la composizione; la composizione stessa dell'orazione, rielaborando il materiale, secondo un ordine perfetto; l'uso del linguaggio da adottare per l'atto pubblico (per Cicerone esistono tre livelli stilistici: basso, medio, alto); l'uso della memoria, con diversi esercizi da adottare per ricordare il discorso a memoria; infine lo studio del teatro e di metodi appositamente studiati per catturare l'attenzione del pubblico nella pronunciazione del discorso pubblico. Per Cicerone infatti, durante l'actio, l'oratore deve osservare le regole del probare - delectare - flectere: ossia il commuovere e il catturare l'attenzione del pubblico con determinate formule di parole; pronunciare il discorso, facendo alcuni echi e rimandi e deviazioni per entrare in perfetta sintonia con lo spirito del pubblico, inducendolo al riso o all'indignazione; infine il convincere definitivamente il pubblico ad approvare il suo discorso e le sue richieste al magistrato riguardo alla pena adeguata da far scontare all'imputato.
Per quanto concerne il sistema politico, Cicerone dimostra tutta la sua benevolenza verso il buon sistema della Repubblica romana, fondata sul triplice sistema governativo della monarchia, repubblica e democrazia, rifacendosi molto al sistema aristotelico delle costituzioni della Grecia antica: i tre metodi assoluti di governo da cui provengono le varie degenerazioni di dispotismo, tirannia e oligarchia. In questo complesso sistema tripartito, Cicerone affida il governo al senato e ai consoli, rappresentabili soltanto da un elevato ceto cittadino dei boni - optimates, ossia quelle persone di alto casato e di antiche origini, ben istruiti e portati a volere solo il bene della Repubblica. Tuttavia nella Repubblica il protagonista Scipione Africano dichiara, nel Somnium Scipionis, di vedere uno stato governato da una sola persona virtuosa, illuminata e contenitrice di tutti i valori necessari, elencati da Cicerone, per il buon governatore: un princeps; molti critici hanno evidenziato questo passo, collegabile con il principato di Ottaviano.
Nelle altre opere politiche Cicerone si concentra sempre su problemi riguardanti la Repubblica, e sul miglior insegnamento dell'oratoria, secondo i principali schemi forniti nel De oratore.

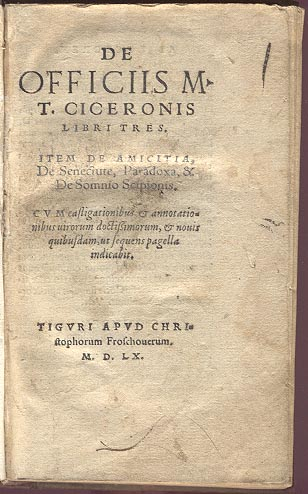
Frontespizio del De officiis di Cicerone

Cicerone filosofo
Molte sono le opere filosofiche, ispirate ad Aristotele, Platone e Panezio: il De officiis, il De divinatione e i due dialoghi del De senectute e il De amicitia. Nella prima opera Cicerone formisce la descrizione per il buon modello del filosofo romano, che deve ispirarsi ai due massimi filosofi greci Platone ed Aristotele, soffermandosi su delle qualità innate che devono essere contenute nel suo spirito: la benevolentia, la sapientia, e l'honestas. Nelle varie altre opere filosofiche, Cicerone crea dei "calchi" dalla filosofia greca, specialmente per quanto concerne l'insegnamento del mos maiorum romano, legittimato da teorie molto simili elencate da altri filosofi antichi. Cicerone tuttavia prova avversione per Epicuro e la sua dottrina, non ammettendo il fatto dell'inesistenza degli Dei, e la necessità dell'uomo di vivere alla giornata, immerso in un profondo materialismo. Tale critica è riversata soprattutto nel dialogo De amicitia, in cui Cicerone discretamente tenta di rifarsi a Platone, risultando più che altro un lungo discorso oratorio del protagonista, impersonato da un personaggio fittizio legato a Cicerone stesso. L'amicizia per Cicerone è un bene molto speciale che deve riguardare non solo l'ambito affettivo, ma soprattutto politico-sociale, atto a favorire il bene della Repubblica, e da qui potrà automaticamente perpetuare il bene dei stessi individui amici. Nel dialogo Cicerone fornisce molti esempi di buoni amici politici, partendo dai mitici Achille e Patroclo, per finire all'amicizia di Scipione Africano e Gaio Lelio, il protagonista del dialogo.
- Gaio Valerio Catullo: primo dei poeti neoteroi, come sosteneva in modo dispregiativo Cicerone, che si rifanno al modello alessandrino del poeta filologo, il poeta ricercato che studia nelle biblioteche per comporre pezzi brevi di autentica bravura e labor limae, ossia revisione dello stile del componimento stesso. Catullo tuttavia si distingue dalla vera e propria generazione dei poetae novelli dell'età imperiale, come Properzio e Tibullo, tuttavia introduce per la prima volta il tema personale dell'amore, mai ancora analizzato nella maniera introspettiva nella letteratura. L'intero Liber catulliano fonda la sua creazione sul tema dell'amore per Lesbia, ossia la giovane Clodia, sorella del tribuno Publio Clodio; e per la prima volta è Catullo a parlare di malattia d'amore, di un amore sofferto e passionale, dovuto all'indifferenza di Clodia, dopo un breve periodo felice. Il linguaggio di Catullo è una continua alternanza tra periodi e termini aulici e ricercati, basandosi sul modello alessandrino, e parole rozze del sermo vulgaris, nei momenti di rabbia e ira, che prefigura un "maledettismo" ante-litteram delle generazione dei poeti del XIX secolo. La lirica catulliana, oltre al corpus dei carmi per Lesbia, è legata anche ai carmina docta, in cui sono proposti bozzetti di miti greci poco conosciuti, di tipico gusto alessandrino, e così definitivi per lo stile molto più ricercato ed elaborato, non privo tuttavia della consueta varietas catulliana. Tuttavia l'amore di Catullo per Lesbia è ancor troppo profuso in un'aure di religiosità e contemplazione, piuttosto che in quella passione erotica focosa, tipica della quasi nascente poesia erotica di età imperiale.

#### Età augustea

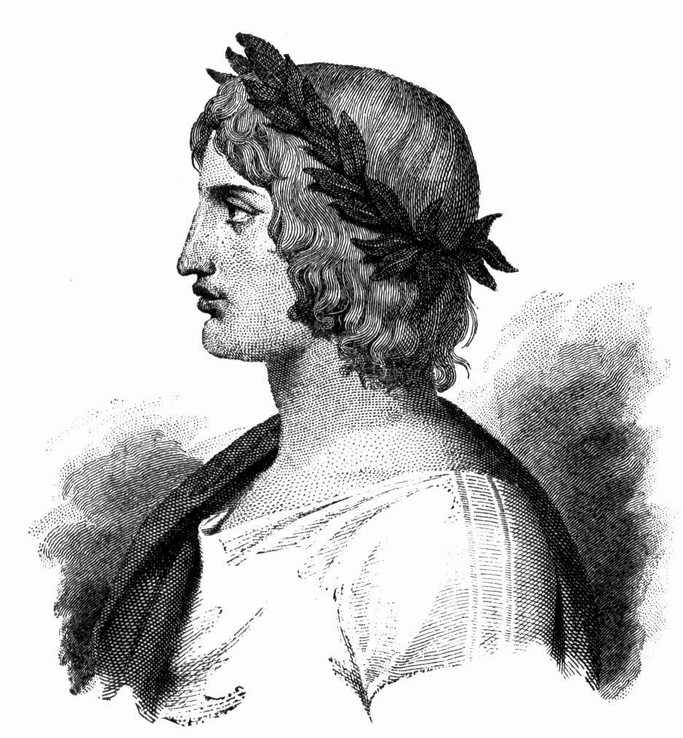
Ritratto di Virgilio

- Publio Virgilio Marone: considerato il massimo poeta latino per eccellenza, scrisse le Bucoliche, le Georgiche e il poema Eneide. Virgilio obbedisce ad un chiaro canone di diffusione della cultura del nuovo imperatore Augusto, facendo parte del Circolo di Mecenate, ossia il primo uomo benestante romano a finanziare e a proteggere la creazione di opere d'arte da parte di artisti e scrittori vari. La nuova propaganda imperiale di serenità, pace e prosperità è presente in tutte e tre le opere virgiliane, a cominciare dalle Bucoliche. Ispirandosi alla tipica poesia pastorale dell'Arcadia greca e dagli idilli di Teocrito, Virgilio tratteggia in varie sequenze delle vicende semplici di un modo quasi favolistico e campestre, profondamente legato allo scenario romano, in cui le processioni religiose e le varie attività del lavoro simboleggiano l'inizio di un equilibrio di nuova prosperità e fecondità, dopo la guerra; la guerra civile tra Ottaviano e Marco Antonio. I componimenti più interessanti sono il dialogo tra i pastori Titiro e Melibeo, in cui uno dei due si lamenta dell'espropriazione di un pezzo di terra a Mantova per le truppe imperiali in ritorno dalla guerra. Tuttavia non v'è motivo di rassegnarsi, visto che con la nuova politica illuminata dell'impero la distribuzione del terreno sarà più equa. Altri componimenti come la IV ecloga riguardano sempre allusioni provvidenziali di un nuovo periodo prospero e felice, contestualizzato in una legittimazione a sfondo mitologico, dovuto alla nascita di un puer illuminato e virtuoso che porterà l'impero romano a un nuovo fiorente periodo di conquista. I cristiani videro tale allegoria nella nascita di Gesù.

Le Georgiche riguardano, sempre in tono allegorico, il perfetto stile di vita, sempre contestualizzato in una comunione panico-allegorica con la natura, delle buone virtù del civis romanus, incarnate ad esempio nel lavoro meticoloso delle api nell'alveare, così come la descrizione delle vari arti del contadino e dell'artigiano, e nella ripartizione ciclica della coltivazione nei campi. L'elemento di prosperità e fecondità è sempre presente, e Virgilio nel raccontare la maestria dei lavori campestri riesce a fondere in una grande unità, rispondendo ai canoni propagandistici, non solo i Romani, ma tutti gli italici e le popolazioni sottomesse da Roma durante le conquiste. Il contesto è molto simile al poema didascalico delle Opere e giorni di Esiodo.
Nel poema dell’Eneide Virgilio tratteggia definitivamente il modello per antonomasia del buon governante romano, incarnato in Augusto, fuso con le qualità dell'eroe mitico Enea. Per la prima volta Virgilio, rifacendosi molto a Nevio ed Ennio, supera il poema degli Annales per cantare la storia di Roma attraverso lo scenario mitico, narrando le imprese dell'eroe protagonista, e celebrando la fusione simbolica tra civiltà troiana-latina, patrocinata dai due poemi omerici dell'Iliade e Odissea, la cui essenza di cultura, legata alla guerra di Troia e al viaggio di Odisseo, si rispecchiano nel viaggio di Enea, scampato alla rovina della città. Tale collegamento legittima Virgilio a celebrare i fasti di Roma, seguendo come sempre una narrazione fatta di echi, allusioni a miti e a vaticini oracolari provvidenziale, riguardante la storia di Roma da Cesare al casato di Augusto, destinato a regnare per volontà divina, e facendo risalire le sue origini a Enea stesso, come gli viene predetto nel libro IV, durante la discesa agli Inferi. Molti sono i richiami alla storia e ai caratteri peculiari che descrivono e rappresentano i costumi e gli usi del popolo romano, come la rivalità eterna tra Romani e Cartaginesi rappresentata dalle origini dell'amore passionale della regina Didone per Enea, così come la rozzezza e la negatività dell'animo bellico italico rappresentato dal guerriero Turno del popolo Latino. Il sistema dei valori fondanti dell'Impero sono tutti contenuti nel carattere di Enea, rappresentato come un uomo pius, virtuoso, leale, eroico e coraggioso, tutti epiteti formulari necessari per il progetto propagandistico e provvidenziale dello svolgimento dei fatti e delle azioni del drappello di eroi; voluto specialmente dal Fato e dal volere degli Dei.

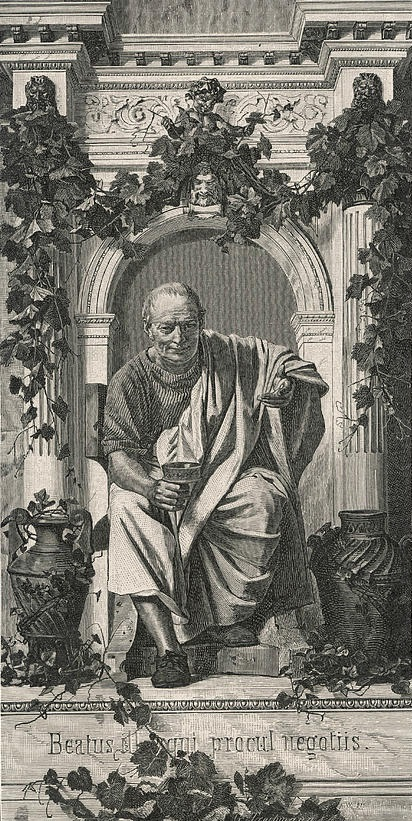
Orazio

- Quinto Orazio Flacco: il poeta, appartenente al circolo di Mecenate, fu uno dei più poliedrici dei poeti dell'epoca augustea, assieme a Ovidio, spaziando i vari campi. Scrisse gli Epodi, i Giambi, le Satire, il Carme secolare e le Odi. Nei Giambi per la prima volta, un poeta si cimenta nella composizione tipica di alcuni lirici greci come Bacchilide e Anacreonte. Il tema è vario, sebbene il poeta non sia in lotta con nessuno, così come prevedeva la tipica forma del giambo; ma la raccolta intera è un omaggio ai classici, come Aristofane e Bacchilide, mostrando alcune scenette comiche di stampo romano. Nelle Satire Orazio si dimostra più sferzante, fedele al programma restauratore della politica augustea del mos maiorum, descrivendo varie scene romane di genti borghesi, di arrivisti e di volgari ciarlatani, venendo tratteggiati con note di ironia. La raccolta satirica di Orazio infatti sarà quella che ispirerà il canone classico della satira italian, ossia il prendere in giro i vizi e le distorsioni della società, inserendo uno scambio di battute finale per poter migliorare ciascuna corruzione di ogni personaggio. Tra le satire più famose vi è quella del poetastro che tenta di sedurre Orazio con i suoi sgraziati versi per poter avere fama, nonché la favola del Topo di città e di campagna, ispirata alle fiabe di Esopo.
Grande valore poetico oraziano tuttavia è rintracciabile soprattutto nelle Odi e nel Carme secolare, dove il poeta mostra il suo chiaro programma di annunciazione, in stampo retorico e lirico, del programma augusteo di prosperità, pace e concordia, rappresentando, specialmente nel gruppo delle Odi civili, in maniera personificata le grandi virtù romane del coraggio, della credenza negli Dei, nell'ideale di giustizia nel conquistare i popoli barbari, e della punizione del tradimento dei propri costumi, ossia una conclamata apologia del conservatorismo del mos maiorum romano. Nelle Odi tuttavia vi sono anche altri temi, come quello del tempo, nel componimento del Carpe diem, di chiara ispirazione greca, in cui Orazio invita il suo amico Mecenate a vivere bene la vita, ma non in maniera dissoluta; mentre spazio, piuttosto moderato è lasciato all'amore. Infatti Orazio dichiara di non dedicare troppo tempo all'amore, poiché la fugacità delle sue avventure lo porta a dedicarsi a impegni più seri e di ispirazione civile, lasciando all'amore soltanto il sapore nostalgico del ricordo delle sue fanciulle.
- Sesto Properzio: è considerato il primo vero poeta latina dell'elegia latina erotica. La raccolta properziana è incentrata, come sempre su una figura femminile di nome Cinzia, che con la sua bellezza e crudeltà cattura l'animo del poeta, facendolo soffrire di aegritudo amoris. A differenza di Catullo, il poeta malato di amore è condotto alla pazzia, alla schiavitù, dimenticando ogni bisogno e interesse terreno se non per la sua amata. Così vengono riproposte scene classiche come il lamento alla porta e l'isolamento spirituale; tuttavia Properzio, nel suo manifesto poetico, ripropone il tipico metodo stilistico dei poeti novelli, ossia il rispecchiare l'alessandrinismo, rifacendosi molto a Callimaco: il rifiuto del poema epico, troppo lungo e complesso da comporre (da qui la recusatio del primo libro), il legame stretto con la natura, e la trattazione di miti antichi poco noti, nonché il labor limae.
- Albio Tibullo: scrisse due libri di Elegie perlopiù amorose, il primo dedicato a Delia, il secondo a Nemesi, che ci sono pervenute nel cosiddetto Corpus Tibullianum, una raccolta poetica che contiene anche sei elegie di Ligdamo, dedicate a Neera, e un gruppo di altri carmi eterogenei, tra cui il Panegirico di Messalla (in esametri), attribuibili a più autori, appartenenti al Circolo di Messalla. Il programma tibulliano, annunciato nella famosa prima elegia, è il desiderio di non andare più a combattere in terre lontane e di vivere tranquillo in un podere di campagna, in compagnia della donna amata, disprezzando le ricchezze.

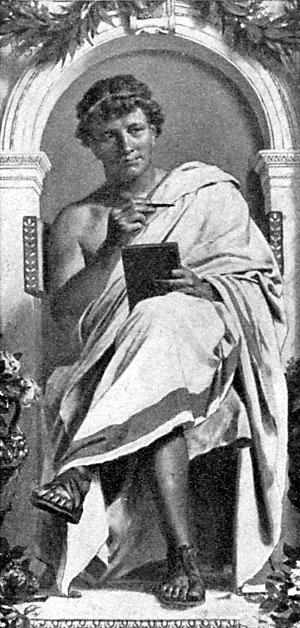
Ritratto di Ovidio, uno dei massimi esponenti della letteratura latina

- Publio Ovidio Nasone: insieme a Orazio il poeta lirico più poliedrico del periodo augusteo. L'autore scrisse l'Ars amatoria, gli Amores, gli Heroides, le Metamorfosi, i Fasti, e infine i Tristia e le Epistulae ex Ponto. Il programma ovidiano è bene diverso dal classico schema della lirica erotica, perché questa volta è l'autore stesso a porsi in condizione di amante dominante, cambiando ripetutamente donna amata, mostrando l'amore soltanto come un passatempo e un divertimento della gioventù. Nella trilogia Ars amatoria-Amores-Remedia amoris, Ovidio si difende dalle accuse di lascività da parte dei detrattori, sostenendo che il dio Amore scossa frecce nei momenti più inopportuno, costringendo il poeta a cambiare ripetutamente donna, proprio per rispettare nella forma più semplice ed esplicita il desiderio insaziabile dell'uomo di trovare una donna. Nell’Ars amatoria Ovidio crea un vero e proprio piccolo trattato per le donne, sui modi, i costumi e i profumi da usare per conquistare il ragazzo, mentre nei Remedia il poeta si spaccia per una sorta di dottore, cercando di curare la delusione nell'animo degli amanti traditi. Nella raccolta Heroides Ovidio rielabora molti miti dell'antica Grecia, facendo scrivere ad amanti tradite dai loro amori delle lettere di accuse e dolore, come Penelope, Didone, Arianna e Medea; mentre nelle Metamorfosi Ovidio si sbizzarrisce nel disegnare un grande universo panico con la natura, il mito e l'amore specialmente, che riguarda ogni mito antico che ha a che fare con una punizione divina, e la conseguente trasformazione in vegetale, essere immoto (legno, pietra, montagna), oppure animale. Ovidio fa notare che nella storia della mitologia quasi tutte le punizioni inflitte dagli Dei agli uomini e ai semidei sono state adottate proprio a causa di un fattore d'amore, come il tradimento o la profanazione, invitando così l'uomo ad usare più prudenza e rispetto. Dei critici hanno sollevato alcune questioni sull'opera, così articolata e complessa, come il fattore della metempsicosi, del vegetarianismo e dell'augusteismo, nonché il fatto di fusione da un punto di vista lirico della cultura Greca con Roma da parte dei miti, rispecchiando anche l'opera didascalica epica delle Opere e giorni di Esiodo.

I Fasti furono scritti in base alla norma augustea di valorizzare il calendario di Cesare, ispirato a quello antico di Numa Pompilio. La descrizione delle origini mitiche di ciascun mese dell'anno è riportata seguendo gli schemi degli antichi miti greci, benché la trattazione si fermi al mese di giugno, perché la raccolta è incompiuta. Le ultime opere riguardano il periodo dell'esilio a Tomi, delle quali la più rappresentativa è i Tristia, in cui Ovidio a momenti si lascia andare a uno sfogo di depressione per l'ambiente freddo, ostile e provinciale in cui si trova, supplicando il princeps di richiamarlo a Roma, invece in altri il poeta riconosce la propria colpa in base all'esilio a causa di un grave error, consigliando a sé stesso alcuni metodi per consolarsi, come ad esempio l'uso della scrittura e il continuare a comporre poesie, per combattere il mondo di ignoranza in cui è stato relegato.

### Età imperiale
La filosofia, il romanzo, la poesia

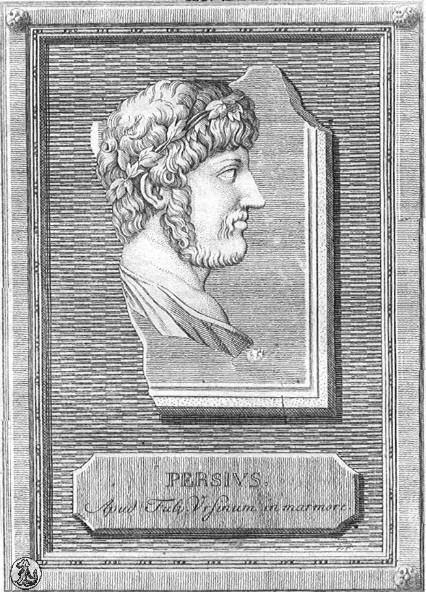
Persio

- Aulo Persio Flacco: di lui sono giunte le Satire, scritte in coliambi. Il poeta questa volta usa l'opera come una sorta di autocompiacimento per ostentare la sua cultura e la sua revisione stilistica di labor limae, secondo le regole del radere, defigere, revellere; usando il sermo umilis e la iunctura acris, producendo uno stile oscuro. Come sempre nell'opera sono messe alla berlina i vizi comuni della società romana, in particolar modo la falsa credenza negli Dei da parte del comune cittadino, a cui rivolge preghiere soltanto per la buona riuscita per affari privati; come il tema già affrontato da Orazio dei falsi artisti che irrompono con prepotenza nella letteratura per cantare i loro versi orrendi. Le tematiche offrono uno spunto piuttosto moralistico e restauratore di Persio, incluse però nuove visioni di libertà moderata, che consiste specialmente nello stoicismo greco, a cui si ispirerà soprattutto Seneca.
- Lucio Anneo Seneca: filosofo, massimo rappresentante della cultura filosofica romana al tempo di Nerone. Scrisse varie opere: di particolare importanza i Dialoghi, le Consolationes, le Lettere a Lucilio, il prosimetro della satira menippea Apokolokyntosis e un buon numero di tragedie, ispirate ai miti greci.

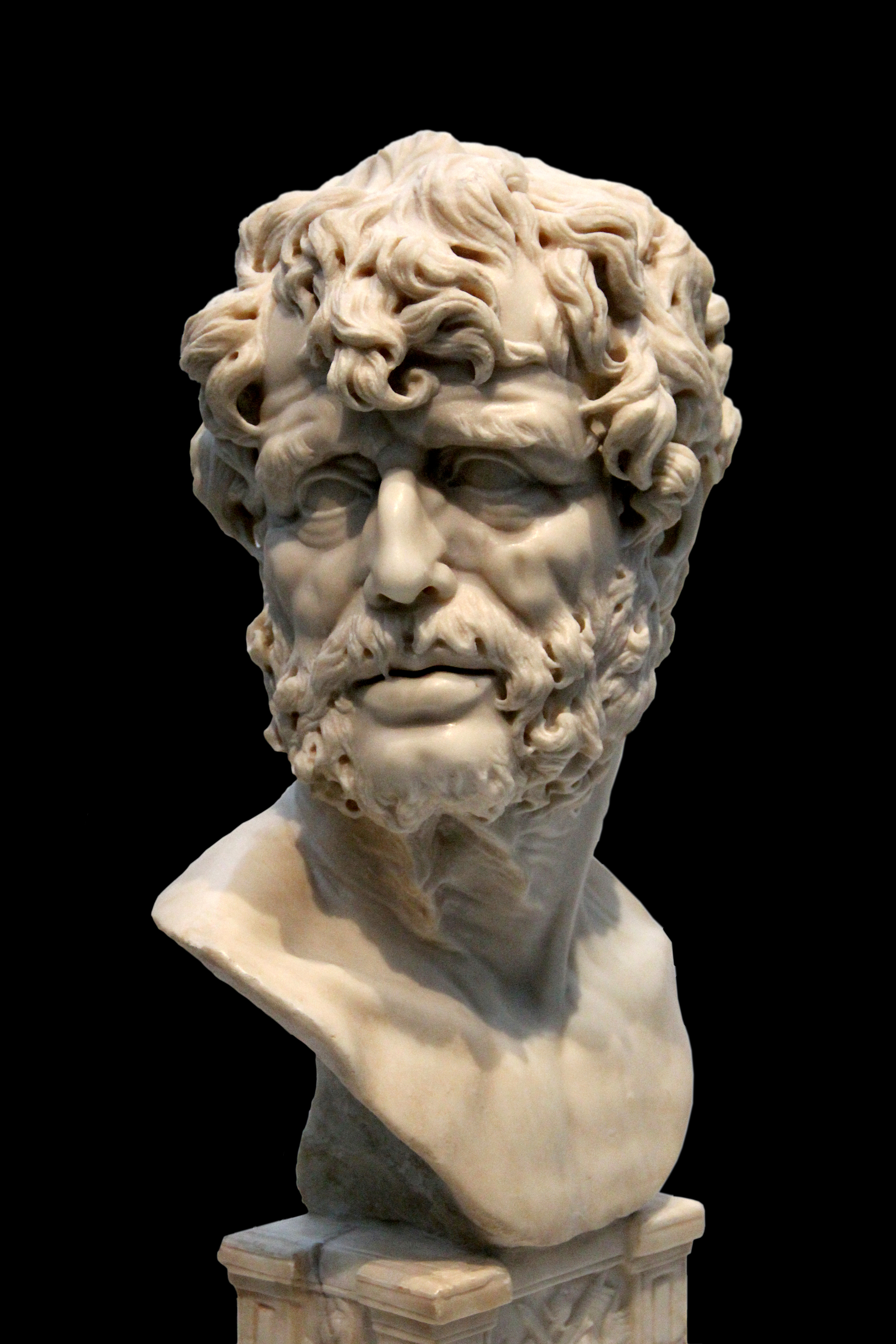
Busto di Seneca

Nei Dialoghi e nelle consolazioni Seneca affronta per la prima volta il tema della problematicità interiore dell'io individuale, mostrando come l'animo umano spesso sia incline alle passioni e al desiderio di futilità mondane per arrivare all'approdo del successo. Questo è dovuto ad un profondo senso di frustrazione che colpisce gli spiriti più deboli e insoddisfatti, che dovrebbero cercare rifugio nella cultura, nella filosofia, e soprattutto nell'amicizia. Infatti Seneca sostiene che l'uomo, avendo vita breve, non debba perdersi nello sperperamento in utilità della propria vita, quanto invece debba cercare di renderla migliore possibile avvalorandosi dello studio della filosofia, ampliando la propria conoscenza, e approdando al traguardo della sapientia. Molti dei dialoghi riguardano l'imperatore Claudio, assieme a Nerone, in cui Seneca tenta con moderazione di trattare vari argomenti come la clemenza, l'ira, la costanza e la saggezza di cui l'imperatore dovrebbe analizzare i vari aspetti per arrivare ad un grado massimo di pace, calma e connubio con il proprio regno e sudditi. Infatti per Seneca il ruolo dell'imperatore è un qualcosa di gravoso e complesso di cui il rappresentante illuminato si fa carico per poter operare nel bene comune, e per far questo necessita di studio e soprattutto di equilibrio dell'animo, raggiungibile solo con lo studio. Nelle Lettere a Lucilio invece Seneca tratta del tema della sapienza, e di varie esperienza fatte dal poeta nel tentativo di raggiungerla, come lo studio, l'isolamento tipico degli stoici, e la contemplazione, rifacendosi alle opere di Epicuro. Nell’Apokolokyntosis Seneca dimostra un cambiamento di programma netto nei confronti della sua moderazione e riverenza verso l'impero, sfogandosi apertamente contro l'imperatore Claudio che non lo riammise a Roma, dopo l'esilio voluto da Caligola. L'imperatore, morto, giunge davanti al Sommo Giudice dove è deriso delle sue azioni terrene, e mandato negli Inferi al servizio di un suo liberto. La produzione delle tragedie senecane, come l’Agamennone - Medea - Ercole furioso, sono un unicum nella letteratura latina, dopo le opere di Pacuvio e Accio, che dimostrano un tentativo da parte dell'impero di riproporre l'argomento tragico nello scenario teatrale romano, che preferiva di molto la commedia. Seneca scelse gli argomenti più truculenti, con scene piene di sangue e violenza, pescando molto dalle opere di Eschilo e Sofocle, dove governava più l'azione che il dialogo riflessivo nelle opere euripidee, mostrando al pubblico romano, sia nello stile che nella rappresentazione un gusto per il macabro e per l'orrido.
- Gaio Giulio Fedro: scrisse la raccolta delle Favole, ispirandosi all'opera di Esopo, nella forma metrica dei senari. Come Esopo, Fedro rielaborò favole come Il lupo e l'agnello, Il corvo e la volpe, La cicala e la formica, inserendo un gusto prettamente favolistico nonché descrittivo di alcuni luoghi fantastici oppure orientali, come la Mesopotamia, in cui sono ambientate le storie, a differenza dello scarno stile esopico. Come sempre, alla fine di ogni favola, l'autore inserisce una morale, dimostrando che la sua opera è stata scritta non solo per il dilettare, ma anche per insegnare.

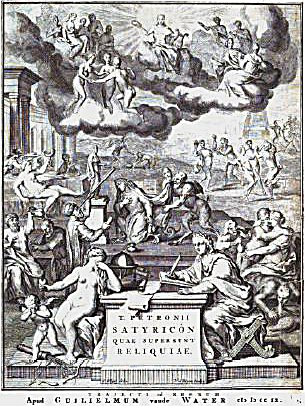
Antiporta illustrata del Satyricon di Petronio

- Petronio Arbitro: lo scrittore, reso celebre da una citazione di Tacito, scrisse il Satyricon, primo romanzo della letteratura latina. Il romanzo era un genere letterario diffusosi nei primi anni dopo Cristo, inizialmente in Grecia, e poi a Roma. Lo schema della prosa allora era consueto soltanto nella retorica, e proposto con stile molto elevato e aulico, per una stretta cerchia di intenditori. Il romanzo invece usa un sermo più semplice, benché Petronio non rispetti questo canone, nonché è contestualizzato, per la materia trattata, in un ambito completamente diverso, ossia lo spunto di una trama basata su dei personaggi alla ricerca di un oggetto desiderato, la successiva separazione da tale oggetto del desiderio per imprevisti del destino, la narrazione di tutte le peripezie dei protagonisti per ritrovarlo, e il ricongiungimento finale. Mentre alcuni critici hanno osservato che i primi romanzi greci riguardavano tutti un viaggio e varie peripezie che il protagonista doveva affrontare per ritrovare la donna amata, sottolineando che tali romanzi celassero un secondo significato formativo-pedagogico-sacrale, Petronio invece intende fornire una parodia del classico romanzo greco. Infatti lo scenario è una Roma degradata, durante l'impero di Nerone, e i protagonisti non sono un ragazzo e una ragazza, ma due giovani scapestrati di buona famiglia, che si contendono l'efebo Gitone. Nonostante la frammentarietà dell'opera, il romanzo offre molte scene di gusto "barocco" riguardo alla decadenza romana, primo esempio la cena di Trimalcione, rozzo liberto arricchito che eccede in ogni azione, e poi i battibecchi del protagonista Encolpio con il poetastro di turno Eumolpo, che commenta alcune scene della Guerra di Troia in un museo. Spesso è stato osservato dalla critica che le ambientazioni e le sequenze del romanzo, benché intente a mostrare il degrado dei costumi, dei desideri, e specialmente dell'oratoria, come si evince dalle riflessioni di Encolpio sulle sue lezioni di retorica e sulle tirate filosofiche di Eumolpo, in realtà vogliano rappresentare il protagonista come un Ulisse al contrario, che debba percorrere un tortuoso cammino all'inverso in un labirinto di costante degrado e lussuria per poter arrivare alla salvezza. Infatti la storia si conclude in chiave parodistica con il riacquisto di Encolpio dei poteri sessuali grazie all'intercessione della fattucchiera Circe, e all'eredità dei beni accumulati dal poeta Eumolpo soltanto rispettando il suo testamento post-mortem di mangiare il suo corpo. Lo stile, come detto, è molto variegato, perché mescola il linguaggio formale di narrazione in prima persona al sermo vulgaris e al sermo aulico dei retori. Altra introduzione importante di Petronio nella letteratura latina è la mescolanza delle sature menippee con le fabulae milesiae, ossia brevi storielle erotiche ispirate all'opera di Aristide di Mileto, molto note tra i soldati che volessero trascorrere del tempo in allegria. Un discreto numero di queste favole è presente nel corso della narrazione del Satyricon, come intermezzo alle varie sequenze, oppure narrate da alcuni personaggi stessi, come Trimalcione; e le più famose sono La matrona di Efeso e La favola del lupo mannaro.
- Lucio Apuleio: scrisse l'Apologia e il romanzo Le metamorfosi, note anche come L'asino d'oro. A differenza di Petronio, Apuleio si avvicina a un contesto più simile alla storia greca, rielaborando per la sua storia la favola breve di Luciano di Samosata di Lucio e l'asino; avvalorandosi di quel gusto sacrale che i critici hanno riconosciuto nei romanzi della Grecia antica. La storia narra del giovane Lucio che, giunto in Tessaglia per studi, si accorge che la sua padrone di notte usa strani unguenti per trasformarsi in uccello e volare via. Lucio, curioso, usa uno degli unguenti, ma sbaglia e si trasforma in asino, conservando tuttavia facoltà mentali di un uomo. Da questo momento iniziano le peripezie, perché la padrona di casa, scoprendolo, lo tratta malamente, per di più viene rapito assieme al bestiame da dei ladroni, che si nascondono in una grotta. Qui Lucio trova una ragazza di buona famiglia, rapita per la richiesta di un riscatto, a cui una buona vecchia decide di raccontare la favola di Amore e Psiche per consolarla. Un altro chiaro riferimento alla fabula milesia, tuttavia molto edulcorata nella rielaborazione nel romanzo di Apuleio dagli elementi osceni e volgari, essendo il romanzo stato scritto per un pubblico colto e di rango elevato. Dopo la narrazione della favola, si susseguono varie disavventure per Lucio, che assiste alla morte-suicidio della fanciulla rapita perché il suo amato è stato ucciso dai ladri, e proprio perché bestia da soma, lui è sottoposto a vari lavori estenuanti, passando per vari padroni, fino a giungere ad un santuario dedicato alla dea Iside, dove mangia delle foglie sacre, tornando a essere umano. Ma dovrà diventare sacerdote a vita. L'esempio della presentazione al tempio dimostra come nel II secolo iniziasse a diffondersi a Roma il nuovo culto egizio degli Dei, e di come le varie entità religiose iniziassero a fondersi tra loro, eccezion fatta per il cristianesimo.
- Marco Valerio Marziale: poeta latino, tra i primi ad avvalorarsi del nuovo espediente poetico della metrica ad epigramma, importata dalla Grecia. L'autore scrisse le due raccolte del Liber de Spectaculis e Xenia e Apophoreta, riguardanti varie tematiche sociali, soprattutto sulla condizione sociale poeta, ridotto allo stato di cliens vero i vari protettori, costretto sempre ad affannarsi a ricercare novità da cantare, o situazioni toccanti da ritrarre nel componimento. Lo stile del poeta è il distico elegiaco, con cui ritrae bozzetti di varie scene spesso comiche oppure umoristiche, nonché tristi in certi casi, come un biglietto scritto per la morte di una bambina.
- Decimo Giunio Giovenale: scrisse le Satire, e per la prima volta una raccolta di tale tema fu composta seguendo i canoni dell’indignatio e farrago; poiché il poeta fu molto insofferente nei confronti di Vespasiano e suo figlio Tito, denunciando il dilagare costante della corruzione dei costumi, quasi ormai irrecuperabile, fra i cittadini romani. Giovenale si affida al ricordo di una Roma ideale e perfetta nel rispetto del mos maiorum rispetto a quella attuale, dove la gente è dedita alla gozzoviglia e alla prostituzione, specialmente la denuncia è rivolta contro le donne, mostrando una vera e propria misoginia del poeta, indirizzata verso le ricche matrone che, per noia, preferiscono frequentare lupanari e gladiatori, come nel caso di Messalina. Altra accusa spietata è rivolta agli omosessuali e ai Greci, agli occhi di Giovenale zoticoni e arrampicatori sociali che approfittano della condizione di libertà offerta dalla vita romana per esercitare i loro interessi di ruffiani. La critica ha sottolineato che la furia conservatrice del poeta di mettere alla berlina, che sfocia quasi sempre nell'insulto, fosse dovuta alla triste condizione sociale di cliens, come accade a Marziale, e che la sua carica denigratoria lascia trasparire un senso generale di frustrazione dai tratti distruttivi, poiché dettata dall'assenza di speranza per il recupero delle antiche glorie di Roma.

La storiografia e l'oratoria
- Tito Livio: fu il primo storico, dell'età augustea, a completare una voluminosa opera storiografica della storia di Roma universale, dalle origini mitiche, fino agli ultimi decenni del I secolo a.C., ossia l'opera Ab Urbe condita libri (142 libri, con titolo di ispirazione al classico termine temporale ab Urbe condita, ossia Dalla fondazione di Roma per definire un determinato periodo storico). Dell'opera sono sopravvissute per intero tre decadi, e i successivi libri, frammentari, sono stati tramandati in riassunti, o periochae, per la difficile accessibilità del voluminoso corpus. Dalla descrizione degli usi e dei costumi della Roma antica pre-repubblicana, e degli secoli V-IV a.C. Livio si dimostra piuttosto attaccato alla via del mito che minava la veridicità dei vari episodi narrati, come la fondazione, e i vari episodi degli Orazi e Curiazi, del sacco di Roma dei Galli, e di Muzio Scevola. Mentre gli episodi centrali delle guerre sannitiche e delle guerre macedoniche sono di chiara ispirazione all'opera di Polibio; benché Livio aggiunga molte descrizioni di luoghi e situazioni, non rispettando lo stile asciutto e pratico polibiano, molto simile a quello tucidideo. La critica ha osservato che Livio ostentasse un tipico metodo della monografia sallustiana a rappresentare i protagonisti della situazione come dei veri e propri attori teatrali che stiano recitando una scena, con molta abbondanza di dialoghi, non spesso veritieri, e creazione di pathos; nonché una malcelata presa di posizione verso le sorti di Roma e tutte le sue azioni, considerate nel bene e nel male di intenzione benefica e civilizzatrice nei confronti delle popolazioni sottomesse.

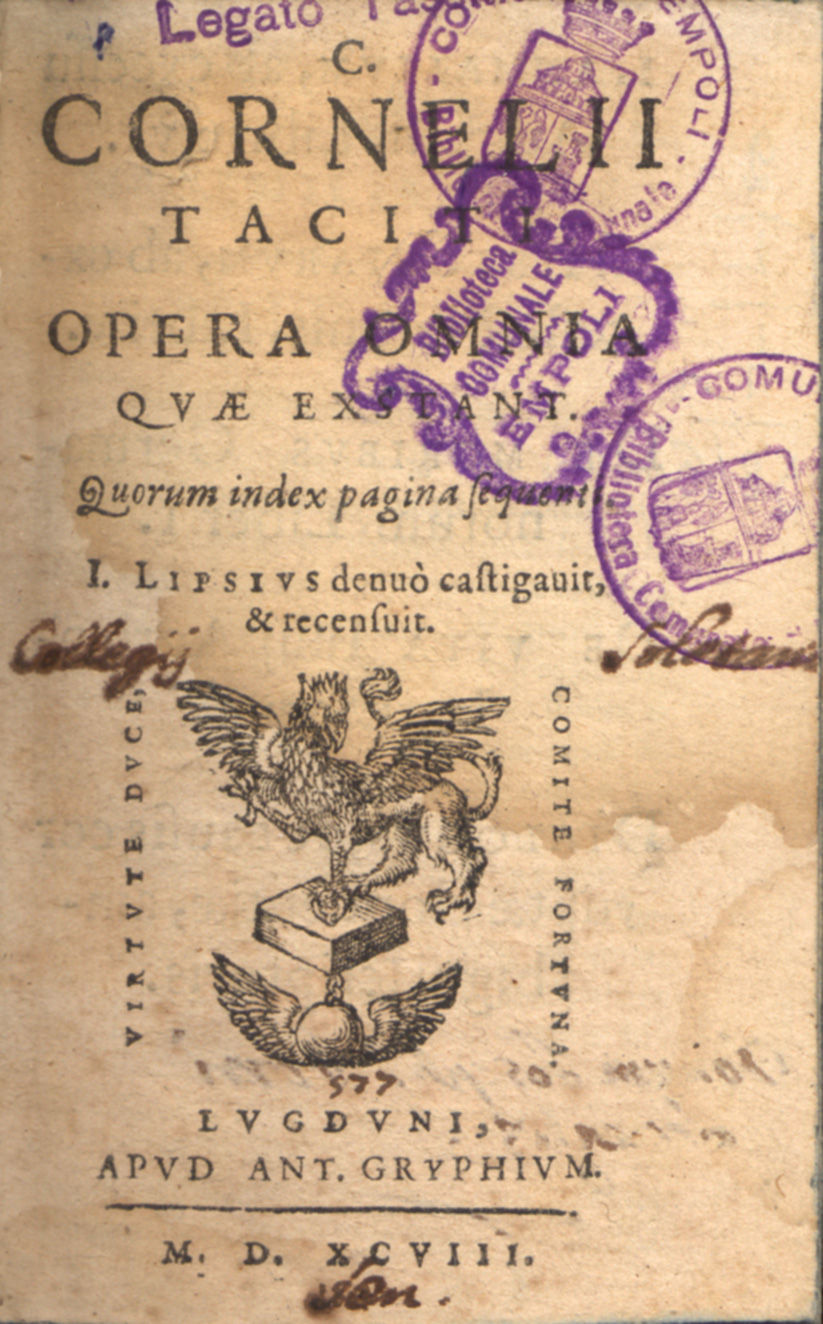
Frontespizio dell'opera omnia di Tacito in un'edizione del 1598.

- Cornelio Tacito: vissuto sotto il regno di Vespasiano Domiziano e Traiano, scrisse le monografie della Vita di Agricola, la Germania, il Dialogus de oratoribus e le due opere storiche delle Historiae e Annales. Nelle prime due opere Tacito si sofferma sulla figura del suocero Giulio Agricola e sulla sua ottima campagna militare contro i Galli e Germani, offrendo lo spunto della descrizione dell'uomo probo ideale dell'esercito romano, avulso dal carattere spocchioso e presuntuoso che al tempo di Tacito stavano prendendo i condottieri e l'esercito stesso, mettendo a rischio l'incolumità dell'Impero; nonché offrire un chiaro esempio di virtù che illuminasse ancora una volta i canoni del mos maiorum. Nella Germania Tacito si sofferma, al pari di Cesare, sugli usi e costumi delle popolazioni nordeuropee, descrivendoli sì come inferiori, ma migliori nel comportamento più mite, semplice e privo della tipica lussuria e corruzione in cui sono cadute le nobili famiglie romane, fornendo alcuni esempi sull'abbigliamento femminile dimesso, e sulla cura del corpo maschile, tenuto sempre in allenamento. Il Dialogus de oratoribus, di dubbia attribuzione, è sempre un manifesto della cultura contemporanea tacitiana, che mostra come l'eloquenza sia caduta in corruzione a causa di un cattivo metodo d'insegnamento troppo pedantesco, basato soltanto sull'esagerata ricerca dello stile più complesso e altisonante, anziché sullo studio dei contenuti di grande respiro civile. Le ultime due opere esprimono chiaramente il pensiero tacitiano sull'Impero: mentre le Storie riguardano il periodo post-Nerone dall'impero di Galba fino alla guerra giudaica nel 70 d.C., gli Annales mostrano un'ottica più a fuoco dello storico per gli imperatori romani, descrivendo il governo di Roma da Tiberio a Nerone. Sebbene nelle Storie Tacito si sia soffermato su alcuni compiti che l'imperatore dovrebbe assumersi, ossia quello di creare un buon apparato burocratico (che farà Claudio), evitare il culto dell'Imperatore profusosi dal tempo di Tiberio, paragonando il reggente a un dio, e soprattutto cambiare il passaggio di dinastia da padre in figlio, col modello più prolifico dell'adozione (ossia l'imperatore sceglie come successore un uomo di alto rango, ma in base ai suoi valori politici), negli Annales Tacito dimostra tutto il suo pessimismo riguardo al governo imperiale, visto come un cancro, da far rimpiangere la vecchia Repubblica. Per Tacito i problemi di Roma sono incominciati a partire da Cesare, seguito da Augusto e infine completate definitiva, mente da Tiberio, visto come un dissimulatore e un falso, che promette cose per poi compierne altre, circondandosi di segretari meschini e senza scrupoli, mentre Caligola è visto semplicemente come un pazzo vittima delle sue manie. Nerone è descritto come il genio del male, che dopo un periodo di apparente calma durante i suoi primi cinque anni di governo, assieme alla madre Agrippina e Seneca, impazzisce, mandando a morte madre, moglie e precettori, concentrando il potere imperiale, giocato sul rapporto impero-senato, in un assolutismo cieco e autodistruttivo.
Ciò che i critici rimproverano a Tacito è l'assenza di imparzialità, essendo il pessimismo tacitiano molto presente soprattutto nelle ultime due opere, mentre è stato lodato il suo stile, specialmente la sua brevitas nel periodo e la sua imprevedibilità, al pari dello stile senecano, fatto di amputatae sententiae, e di arcaismi nelle parole.
- Gaio Svetonio Tranquillo: scrisse, al pari di Nepote, due volumi di brevi biografie in stile alessandrino: le Vite dei Cesari e il De viris illustribus. Nella prima opera Svetonio manifesta la sua poetica: ossia lo scrivere un'opera semi-storica per il pubblico medio, dedito a conoscere non solo le virtù e le classiche imprese degli imperatori romani, a partire da Cesare fino a Domiziano, ma soprattutto le curiosità di ciascun governatore, nonché le passioni e i vizi, ma anche l'aspetto fisico. Svetonio in questo caso si spinge molto più avanti di Nepote, fornendo, in maniera molto schematica, la vita breve e le imprese di ciascun uomo nella prima sezione, e nella successiva descrive l'aspetto fisico e specialmente le curiosità intime e le passioni, spesso negative, cominciando proprio da Tiberio, visto come un ingannatore e un falso, che affida le redini dell'impero al prefetto Seiano per ritirarsi nella sua domus a Capri, mentre Caligola è solo un povero folle schiavo delle proprie passioni. Nell'andare avanti nella descrizione dei Cesari, fino a Domiziano, soltanto Vespasiano, suo figlio Tito e Galba vengono descritti con più virtù, a discapito degli altri, che sembrano scivolare sempre più verso una dilagante corruzione del governo e dei costumi, toccando addirittura la follia.

Nel De viris illustribus vi erano varie sezioni come l'opera di Nepote, riguardanti varie categoria di personaggi famosi. Ci è giunta mutila la sezione dei poeti e letterati, e tra le vite di più grande importanza ci sono, sempre seguendo lo schema bipartito della vita, e delle passioni intime del commediografo Terenzio, del politico Cicerone e del poeta Orazio.
- Cassio Dione Cocceiano: lo storico scrisse una Storia Romana dalle origini fino all'anno 229 d.C., in 80 libri, di cui sono rimasti 36. Gran parte del materiale riguarda appunto il periodo monarchico, repubblicano, e soprattutto il periodo delle guerre macedoniche e le guerre siriache, con la descrizione arricchita della guerra di Lucullo contro Mitridate VI del Ponto. Lo stile è stato accostato al classico modello greco di Tucidide.
- Ammiano Marcellino: ultimo grande storico romano, scrisse le Storie, che andavano dal periodo del regno di Nerva (96 d.C.) fino alla battaglia di Adrianopoli (378). Il contenuto è stato analizzato dalla critica in maniera positiva, poiché lo stile si accosta alla tradizione, rifacendosi a Tacito, dando ancora grande valore retorico della prosa romana nel IV secolo d.C.; mentre dall'altro sono stare formulate accuse di assenza di imparzialità, poiché Ammiano, nelle varie descrizioni delle popolazioni combattute da Roma particolarmente gli invasori Goti, si pone con accenti razzisti e denigratori, riportando voci terze di pura fantasie, fornendo descrizioni quasi mitico-favolistiche delle popolazioni barbare contro cui Roma guerreggia.

L'oratoria post-augustea

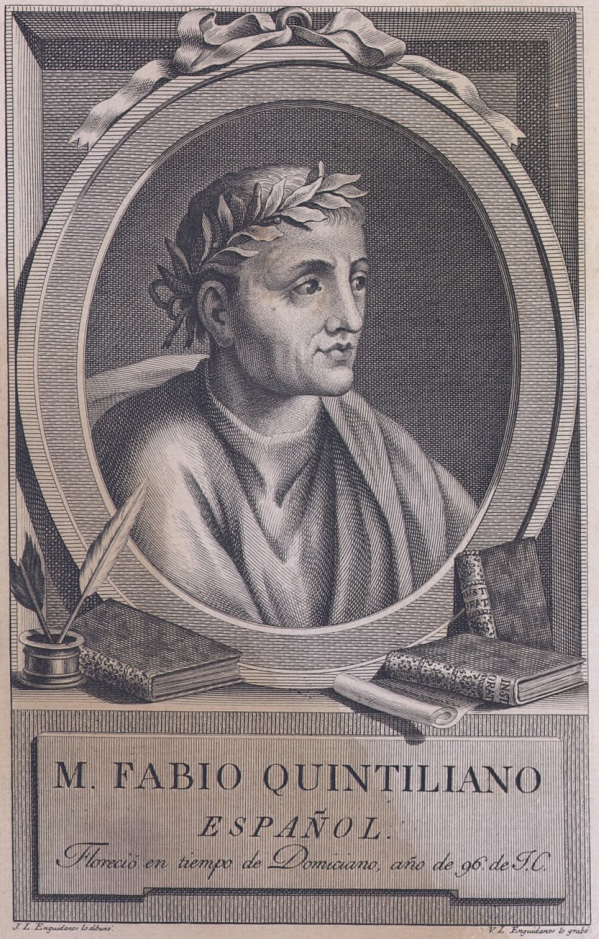
Quintiliano

- Marco Fabio Quintiliano: scrisse il manuale dell'Institutio oratoria, ovvero un trattato di formazione per esperti avvocati per approdare alla fase dell'oratore perfetto ed ideale. Quintiliano scrisse quest'opera nel periodo della grande decadenza dell'eloquenza, descrivendo come sempre le cause dovute all'esagerata cura della parola, senza badare alle classiche forme già mostrate da Cicerone nel de oratore, e senza valutare il vero contenuto civile e appassionato di un'orazione. Nell'opera sono di grande importanza soprattutto i libri VIII-IX dei dodici, perché lì Quintiliano concentra tutta la pedagogia sull'uso della figura retorica e sul cambiamento delle parole, atto a rendere eccellente un'orazione, fornendosi anche di numerose citazioni ciceroniane ed esempi di altri retori del passato. Altro merito quintilianeo è una proposta di riforma della pedagogia scolastica, offrendo la possibilità al fanciullo di intraprendere la carriera forense da un punto di vista universale (ossia l'apertura alle classi borghesi), e non più privata, soltanto per le classi ricche. Il fanciullo può essere indirizzato agli studi già a 6 anni, e dovrebbe farlo nelle scuole pubbliche per far più esperienze di vita, e nella pratica oratoria dovrebbe esercitarsi con situazioni reali, e non più schemi di maniera fallimentari fino ad allora adottati dai precettori. Altra nota di merito è la pedagogia non violenta, ossia la condanna di Quintiliano dei metodi ancora rozzi che usavano i maestri per istruire i ragazzi usando la violenza fisica.
Riguardo allo stile dell'opera, Quintiliano prese come modello il famoso Cicerone, tuttavia non riuscendo perfettamente ad accostarsi al grande oratore a causa di corruttele del latino imperiale, non più legato al latino classico dell'età cesariana, mostrando così alcune delle tipicità linguistiche che spesso, nell'opera, denunciò in Seneca per le sue amputatae sententiae.
- Plinio il Giovane: retore, la sua fama è dovuta al Panegirico di Traiano, ma soprattutto al corpus dell’Epistolario. Nella prima opera Plinio, con una captatio benevolentiae, annuncio trionfalmente a Roma la venuta di un nuovo imperatore illuminato, dopo la morte di Domiziano, visto come un secondo tiranno al pari di Nerone, e fonte di una nuova speranza per la prosperità di Roma, dell'economia e soprattutto della cultura. La critica ha visto quest'opera come una sovraccaricatura della buona eloquenza che Plinio tentò di restaurare, anche lui impegnato nello studio sulle origini della decadenza oratoria, visto che durante le divagazioni nell'elenco dei meriti di Traiano, Plinio cada facilmente nell'adulazione di sé stesso, mostrando anche tutti i buoni frutti che gli sono toccati nella vita grazie alla sua amicizia con l'imperatore. L’Epistolario è molto più variegato e ricco di curiosità, specialmente perché viene offerta una descrizione meticolosa dell'eruzione del Vesuvio del 79 su Pompei, con la scena della morte dello zio Plinio il Vecchio; mentre dall'altro lato vengono fatte conoscere al lettore situazioni della politica imperiale traianea, grazie alle lettere di risposta dell'imperatore, e di amici illustri di Plinio stesso, dello scenario culturale contemporaneo. Di interesse è la situazione dei cristiani, e sulla difficile tolleranza romana del loro culto. Plinio è mandato in ricognizione nelle carceri, e offre notevoli descrizioni sul loro modo di comportarsi, descrivendoli come fanatici, ma spesso fanatici convertibili alle pratiche romane, e soprattutto al culto dell'imperatore, pratica verso cui i cristiani mostravano un acceso disprezzo, che portava alla conseguente morte sull'arena.
- Aulo Gellio: più che oratore fu un filologo, scrivendo le Noctes Atticae, ossia una sorta di diario-enciclopedia in cui raccogliere vari pensieri e osservazioni filologiche di qualsiasi genere, con le citazioni di opere di scrittori del passato. Tra le più importanti ci sono le citazioni sulle origini e sul cambiamento della lingua latina, e sull'evoluzione del metodo storiografico romano, e sulla sua differenza tra "storiografia" e "annalistica", fornendo citazioni dell'opera di Sempronio Asellione (II secolo a.C.). Proprio a causa della numerosa presenza di citazioni di ben 275 autori diversi, molti non pervenutici, l'importanza dell'opera è dovuta a questo lavoro curioso e inedito a Roma, ossia quello del diario personale basato su uno studio illuminato di ricerche riguardo ai vari campi della scrittura e del genere letterario, con la conseguente creazione di uno "Zibaldone" ante-litteram.

L'epos del periodo post-augusteo
- Marco Anneo Lucano: vissuto sotto il dominio di Nerone, scrisse alcune opere poetiche di gioventù, assieme allo stesso imperatore, e successivamente l'incompiuto poema della Pharsalia o Bellum civile. Il titolo si basa alla battaglia di Farsalo, combattuta durante la guerra civile tra Cesare e Pompeo, che appunto è l'argomento dell'intera opera. Per la prima volta si genera uno scarto tra la provvidenziale poesia epica di Virgilio e l'opera lucanea, dove l'autore, volendo simboleggiare il periodo di oppressione dell'impero, dichiara di non avere nessun eroe da decantare, ma soltanto di poter rappresentare la verità delle cose, in chiave mitica, rispettando la tradizione epica, della lotta intestina di Roma, tra i due massimi condottieri dell'esercito. Cesare è raffigurato come un genio del male, illuminato da una lucida freddezza e sapienza per la tecnica militare, mentre Pompeo appare come un inetto, schiacciato dal senato e abbandonato da Destino, vero protagonista del poema, che sembra controllare ogni piccola azione dei due eserciti. Infatti nel poema, per la prima volta, dopo Lucrezio, si registra l'assenza degli Dei, che non condizionano più le vicende del protagonista. La descrizione e lo stile sono stati definiti "barocchi" per al presenza di termini, anche arcaici, e tecnici che rimandano a scenari truculenti, macabri e oscuri, così come l'aura negativa data alla natura e a ogni scena in cui si svolge una determinata situazione, nonché per raffigurare sotto un certo aspetto il Destino, che pare schiacciare non solo Pompeo, ma anche Cesare, mostrato nella sua falsità quando ad Alessandria d'Egitto piange la morte del suo nemico. Unico elemento positivo è la figura dell'oratore Catone Uticense, mostrato come un barlume di saggezza e speranza, che si pone decisamente contro la guerra fratricida.
- Gaio Valerio Flacco: operante durante l'età flavia, scrisse le Argonautiche, ispirandosi all'opera del greco Apollonio Rodio, sul viaggio avventuroso di Giasone con gli Argonauti, alla ricerca del Vello d'oro. L'opera è stata composta seguendo lo schema tipico alessandrino della riduzione drastica della quantità di un normale poema, per essere più accessibile al nuovo pubblico, esigente di brevitas, al labor limae (la cura dello stile), e soprattutto all'elemento mitico avventuroso, e non più di grande impegno civile, essendo ormai lo stile di Virgilio e Omero diventato insuperabile, ed entrato come modello di perfezione nei canoni scolastici. La critica ha sottolineato che il personaggio di Giasone è molto diverso da quello greco, poiché il protagonista latino sembra mancare di personalità, nonostante l'importante missione di recupero, patrocinata anche dagli Dei che spesso intervengono durante il viaggio. Sembra che Giasone insieme ai suoi compagni sia in balia del Destino, e soltanto l'episodio di Medea innamorata si discosta dall'originale greco, offrendo più carica di pathos, poiché viene colpita ad amare Giasone per merito di Giunone. Infatti il monologo interiore è molto più ampio dell'originale di Apollonio.

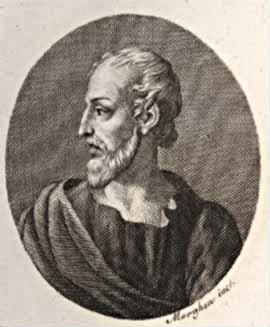
Silio Italico

- Silio Italico: scrisse il poema Punica, basato sulla seconda guerra punica di Annibale contro Scipione Africano. L'opera in 18 libri è suddivisa in due sequenze, poiché il fulcro centrale è la battaglia di Canne. La critica ha osservato l'eccessiva pedanteria e abbondanza di particolari nella prima sequenza, e la veloce sbrigatività della seconda, poiché l'autore intendeva terminare l'opera all'istante, perché affetto da una malattia grave, che lo portò alla morte, non riuscendo quindi a ben equilibrare le parti dell'opera; inoltre è stato osservata la grande presenza dell'influsso storiografico di Tito Livio per la descrizione delle varie battaglie, molto simili nella prosa a interi brani della Storia romana liviana.
- Papinio Stazio: scrisse il poema epico della Tebaide, la raccolta delle Silvae, e il poema incompiuto Achilleide. Sul primo poema, narrante le origini della rivalità tra i fratelli Eteocle e Polinice per il dominio di Tebe, e la successiva guerra dei sette contro Tebe, la critica è rimasta perplessa, poiché nel periodo imperiale dei flavi non vi era alcunché di turbolento, come rivolte o guerre, che avesse potuto influenzare l'idea dell'autore di comporre un poema sulla guerra civile. Dunque si è ipotizzato ad un tentativo di restaurazione del classico poema epico, basato sulla rivalità di due persone dapprima molto legate, e ora acerrime nemiche, di ispirazione culturale greca, facendo riferimento all'ideale romano di acculturazione personale con lo studio approfondito dei modelli greci. L'opera, nello stile, ha molte analogie e rimandi e i poemi di Virgilio e Lucano, specialmente per l'elemento del macabro e dell'orrido, che nella battaglia di Tebe raggiunge livelli massimi nell'enfatizzazione delle morti atroci di ciascun personaggio, fino al duello mortale dei due fratelli. Predomina anche il frammentismo per rendere le scene di guerra più vive e movimentate, mentre elementi di liricità appaiono nell'episodio di divagazione, quando l'armata dei sette incontra la regina delle donne di Lemno, esiliata dall'isola perché, durante l'eccidio degli uomini, lei salvò per pietà suo padre.

L'opera delle Silvae, a parità delle Satire enniane, riguarda vari argomenti di stampo bucolico, mentre l'Achilleide rimase incompiuto a causa della morte del poeta, e avrebbe dovuto riguardare la storia dell'eroe Achille dalla fine della formazione militare da Chirone, con la partenza per Troia e la morte per mano di Paride. Infatti dell'opera è rimasto solo il primo canto, in cui viene mostrato l'inganno di Ulisse ai danni dell'eroe, nascosto dalla madre tra delle vergini, proprio perché un oracolo aveva predetto la morte istantanea, ma piena di gloria, del giovane durante la battaglia a Troia. L'inganno di Ulisse, consistente nel nascondere delle armi sotto un vassoio di doni, porterà Achille a imbracciarle, essendo il legame dell'eroe con la guerra troppo stretto, e alla conseguente partenza per lo stretto dei Dardanelli con le legioni greche di Agamennone.
- Claudio Claudiano: scrisse varie opere poetiche sulle imprese dell'imperatore Stilicone contro gli invasori Goti di Alarico: in particolare, il poema epico del De bello Gothico, riguardante proprio la grande vittoria romana nella battaglia di Pollenzo. Lo stile appare piuttosto costruito e artificioso, ispirandosi alle costruzioni elaborate e ricercate di Lucano, Lucrezio e Ovidio, impastando lo stile metrico con fonemi musicali e visivi, e molte digressioni didascaliche sulla mitologia e la descrizione dei costumi degli invasori e del territorio dove si svolgono gli eventi.

### L'età cristiana
- Acta martyrum: si tratta di una raccolta di brevi resoconti da caserma, in cui vengono descritte, in uno scenario teatrale di botta e risposta, gli interrogatori dei prefetti ai cristiani colti in flagrante durante le loro preghiere in luoghi segreti. Gli interrogatori, molto brevi, si concentrano sempre e soprattutto sul rifiuto del cristiano della venerazione dell'imperatore quale dio in terra, essendo per i cristiani esistente soltanto il Dio degli Ebrei.
- Aurelio Ambrogio: famoso vescovo di Milano, scrisse opere di apologetica, di dottrina cristiana, come l'Exameron (un inno a Dio sulla Creazione del Mondo in sei giorni), e opere di oratorio-filosofico-cristiana come il De officiis, ispirato al trattato ciceroniano. Mentre Cicerone individuava le virtù principali del buon cittadino-filosofo nella saggezza - temperanza - fortezza - sapienza, che riguardano l'uomo in sé, Ambrogio trae spunto per dirottare queste qualità nelle Quattro Virtù Cardinali. L'importanza e l'originalità di Ambrogio sono dovute anche agli Inni, mostrando una rara cura della poesia per cantare le lodi di Dio.
- Tertulliano: appartiene alla cerchia degli scrittori apologetici cristiani, ossia quegli scrittori che erano impegnati nella difesa della religione cristiana dalle accuse fuorvianti e false da parte dei Romani. Il modo di agire di Tertulliano è feroce e aspro, con un linguaggio ricco di battute d'effetto e di frasi violente contro i denigratori; ma le sue critiche riguardano anche le prime eresie dei movimenti del marcionismo e dello gnosticismo, e le diatribe che verranno poi discusse nel consiglio di Nicea, riguardanti soprattutto l'elemento della Trinità (Padre, Figlio, Spirito Santo), e i due elementi di Cristo di umanità e divinità.

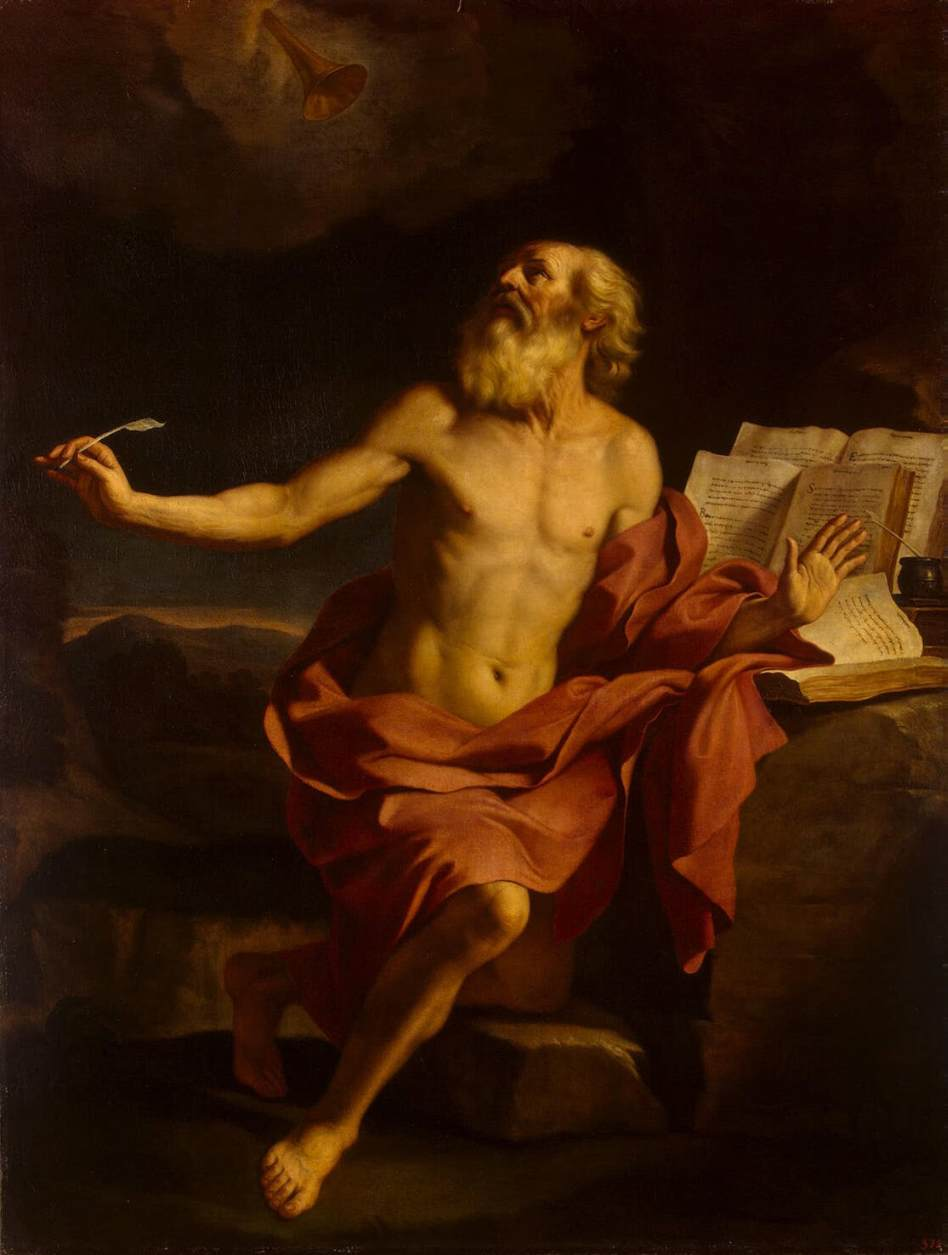
San Gerolamo

- Sofronio Eusebio Girolamo: la sua importanza, nell'ambito della Chiesa cattolica, è dovuta alla traduzione in latino della Bibbia ebraica, nella versione della Vulgata, per secoli usata dalla Chiesa. L'originalità di Gerolamo risiede nelle sue opere di esegesi delle Sacre Scritture, riguardanti specialmente il problema della traduzione e della resa perfetta e ideale nel latino (considerato da Gerolamo la lingua più nobile e più fruibile per diffondere il messaggio biblico). Altre opere riguardano diatribe contro i sostenitori di Origene e varie eresie, in cui Gerolamo usa lo stesso metodo della diatriba e il linguaggio violento di Terulliano, pur di difendere a ogni costo la Verità della Fede. Altre due opere di importanza marginale sono il Chronicon, ossia una traduzione in latino dell'originale greco perduto di Eusebio di Cesarea, che è un manuale storico delle più grandi personalità del mondo cristiano a partire da Abramo, e l'opera storica del De viris illustribus, in cui Gerolamo traccia le biografie di una cerchia di personaggi famosi, selezionati personalmente, inclusi anche elementi cristiani.
- Aurelio Agostino d'Ippona: scrisse varie opere di apologetica e trattati filosofico-cristiani, ma soprattutto i trattati delle Confessioni e La città di Dio. L'opera delle Confessiones è un altro esempio di introduzione prettamente cristiana nell'ambito letterario romano, poiché, alla parità dell'elegia erotica, ma da un punto di vista ancora più privato, l'autore pone come protagonista sé stesso, narrando i suoi segreti più intimi, ponendo il lettore come una sorta di confessore-interlocutore a cui narrare le proprie frustrazioni e passioni private, pur di raggiungere uno stato futuro di equilibrio. L'interlocutore è bipartito, poiché è sia il lettore, ma anche Dio stesso, a cui Agostino più volte si appella per ricevere la forza necessario per raccontare tutte le tappe, spesso negative, della sua gioventù, che poi lo hanno portato alla via della perdizione, ma anche alla via della conoscenza e della saggezza. Il percorso di conversione agostiniana riguarda le sue gozzoviglie giovanili, fino alla lettura dell’Ortensio di Cicerone, che gli fecero provare il desiderio ma soprattutto l'ambizione della carriera forense dell'avvocatura a Cartagine, poi a Roma e infine a Milano, insegnando come docente. Nel frattempo Agostino abbraccia alcune teorie eretiche del cristianesimo, specialmente il manicheismo, in un primo momento mostrando grande passione e interesse, però poi riconoscendo la futilità di tali dottrine, poiché lo spirito della ricerca della verità su Dio pone domande troppo complesse per la cerchia in cui si trova. Così, a Milano, incontra il vescovo Ambrogio che gli dona le Lettere di San Paolo da leggere, e solo così Agostino scopre la verità su Dio, e la sua conversione è completa. Gli ultimi 3 libri dell'opera riguardano analisi e studi personali sul Nuovo Testamento, tra le quali lo smantellamento della teoria "ciclica" del tempo del passato-presente-futuro, affermando che il tempo è un continuo divenire, senza che abbia un passato e un futuro, poiché tutto è stabilito da Dio, e l'unico futuro dell'umanità sarà il processo di redenzione per l'avvio al Paradiso dopo la morte e il Giudizio Universale.

Nella Città di Dio Agostino adotta la struttura bipartita in due sequenza della materia trattata, ossia la prima parte dedicata allo smantellamento delle solite classiche accuse dei romani e dei pagani contro i cristiani, e della attribuzione di tutte le peggiori causalità della natura e disgrazie ad essi, mostrando come invece la presunta purità delle coscienze romane sia macchiata di assassinio, guerre continue e campagne di conquista secolari. Nella seconda sezione, rifacendosi alla Repubblica platonica, Agostino traccia il disegno utopico della città divina dove tutto è regolato dall'amore di Dio, e dove i puri di spirito sono portati per volontà del Signore a far parte di essa, mentre i malvagi sono gettati nell'Inferno.

## Rapporto con le letterature straniere
L'influenza greca è già visibile nelle prime opere della letteratura, come ad esempio l’Odusia di Livio Andronico, la cui materia trattata è direttamente ispirata all'Odissea omerica. Influssi del grecismo sono presenti in tutta l'età arcaica, e specialmente nel movimento della seconda sofistica, creatosi durante l'impero degli Antonini. Lo studio e l'immissione di elementi del greco nelle primitive opere latine riguardano un processo voluto di acculturazione, dal momento in cui Roma (II secolo a.C.) prende coscienza della propria potenza, con l'inizio delle campagne di conquista in Italia, e successivamente nel Mediterraneo. Elementi di presenze italiche nella letteratura sono presenti nelle opere dei poeti Nevio e Livio, come il termine Camene stante a raffigurare la Musa Italica al posto della classica Calliope greca. Simbolicamente Virgilio riunirà i popoli italici e Roma in una grande unità culturale nelle Georgiche, dopo l'universalizzazione della nascita dell'impero con Augusto. Il filologo Marco Terenzio Varrone, nelle sue opere, specialmente nel trattato giuntoci del De lingua latina, analizzò le origini e i cambiamenti sintattici e morfologici della lingua latina, derivata dall'impasto linguistico dell'etrusco, del latino primitivo, e dell'italico.

### Rapporto con le letterature moderne

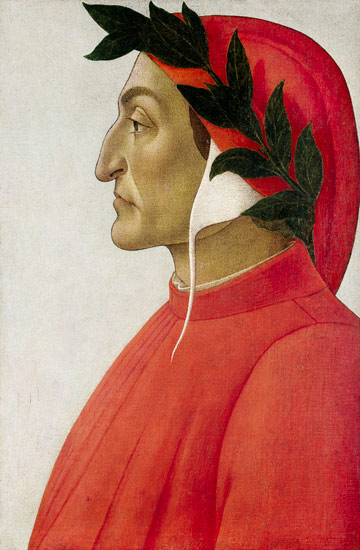
Dante Alighieri

La letteratura latina, in un certo senso, perdurò fino ai giorni nostri, venendo filtrata nel periodo medievale grazie alla Chiesa cattolica e alle varie omelie, nonché trattati apologetici ed esegetici sullo studio della Bibbia, come le opere di San Gerolamo, Sant'Ambrogio e Sant'Agostino. Attraverso il movimento della scolastica nel XII-XIII secolo, il latino ricoprì un ruolo di grande importanza nelle opere in trattato, i cui rappresentanti massimi furono Sant'Anselmo e San Tommaso d'Aquino nella Summa Theologiae. Inoltre il latino era quotidianamente studiato nei monasteri, con la scrittura e copiature dei codici antichi delle opere dei classici latini, primo tra i quali Cicerone assieme a Seneca e Virgilio, la cui patina di classicismo e perfezione dello stile influenzarono di molto il tipico impianto di maniera della sintassi del periodo tardo medievale, e successivamente rinascimentale. Oltre alla trattatistica in latino, in cui nel XIII secolo il massimo rappresentante fu Dante Alighieri con le opere De vulgari eloquentia e De Monarchia, nel XIV secolo Francesco Petrarca dette notevole esempio del classicismo latino nell'influenza culturale fiorentina, presente soprattutto negli ideali di poetica e di restaurazione della cultura greco-romana nelle Epistole, nella sezione riguardante il viaggio a Roma. A lui si rifecero molti altri scrittori umanisti come Cola di Rienzo, Brunetto Latini, Poggio Bracciolini e Lorenzo Valla.
Quanto allo storicismo, pervenne fino al periodo di Niccolò Machiavelli il termine "tacitismo" dallo scrittore Cornelio Tacito che usò un impasto particolare e variegato dello stile storiografico, basato specialmente sulla brevitas e sull'analisi delle personalità delle figure imperiali trattate negli Annales, introspezione molto acuta, nonché minata da un pessimismo, a cui Machiavelli si ispirerà per la trattazione de Il Principe, riguardante la miglior forma di governo, e l'analisi dei vari governi ("principati") del passato antico e dell'epoca contemporanea, mostrando tra i migliori il governo di Cesare Borgia. Per la continuità dell'analisi introspettiva lucida, basata sul rapporto Potere-Fortuna, indissolubile basato sulla reciproca collaborazione e sapiente scelta dei momento di azione durante la carica di governo, il metodo di studio del Machiavelli è stato battezzato "machiavellismo".

## Sociologia e letteratura

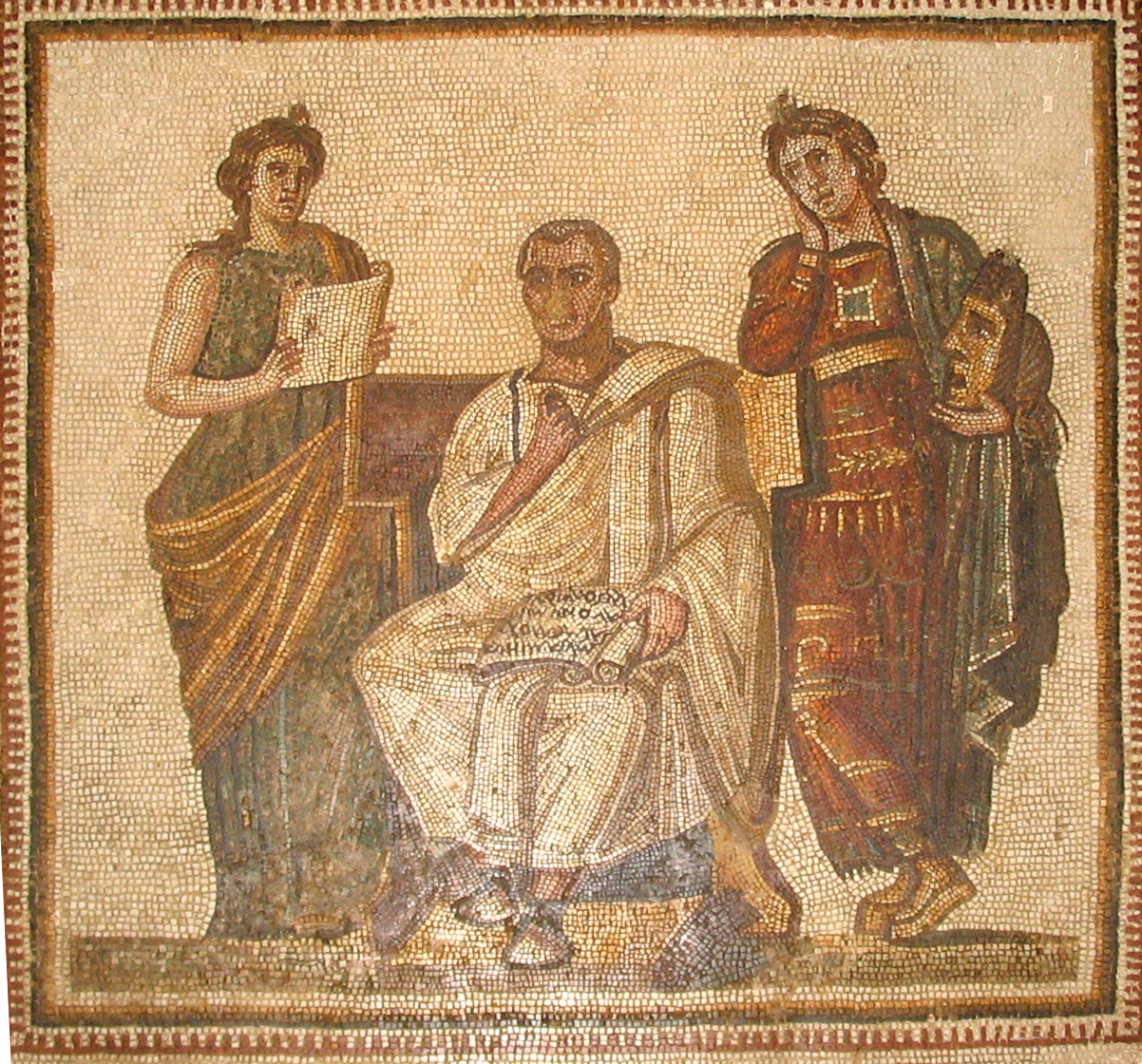
Virgilio con lEneide tra Clio e Melpomene

La letteratura latina come tutte le letterature antiche, nella sua fase scritta -ma anche il poco che si riesce a dedurre della fase preletteraria- è stata sicuramente una letteratura in cui il rapporto tra scrittore e committenza era legato al contesto sia religioso che storico in cui avveniva la produzione letteraria: certamente i dati sull'alfabetizzazione e la tradizione religiosa di Roma antica possono contribuire a dare un quadro minimale di tale rapporto.
L'ecdotica ci chiarisce che l'alfabetizzazione era un fenomeno limitatissimo nella Roma repubblicana, e dunque la letteratura scritta è definibile un fenomeno di élite, come testimonia la fortissima componente politica che permea anche opere non direttamente connesse con lo scenario politico, fra tutte l'Eneide di Virgilio o la Pharsalia di Lucano. La committenza, eccettuati rari casi di parziale coincidenza con l'autore - è il caso ad esempio di Catone o di Giulio Cesare - non ha davanti agli occhi un destinatario popolare o illetterato, bensì un pubblico di pari con cui esprimersi in una lingua i cui sottintesi e le cui connotazioni sono comprese chiaramente. Questo implica per il lettore moderno la necessità della loro riappropriazione.

## Stilistica e letteratura

### Metrica
L'inizio della metrica latina fu segnato dall'influenza italica del saturnio, presente soprattutto in Livio Andronico e in Nevio. Successivamente Ennio, rispondendo al canone di acculturazione romana mediante l'influsso greco, compose il suo poema usando il più nobile esametro. L'esametro dunque diventerà il principale metro per l'epica, mentre il distico elegiaco entrerà nella poesia latina, incominciando da Catullo, che si avvale dell'uso dell'endecasillabo falecio. Il giambo invece viene usato in ambito teatrale sia nella commedia che nella tragedia. Con lo sviluppo di nuovi generi letterari, quali soprattutto il romanzo (I secolo), Petronio Arbitro fornirà un esempio di prosimetrum, ossia un'opera in prosa, intrisa però di alcune piccole parti in versi, come citazioni e favole di divagazione tratte dal genere letterario delle fabulae milesiae.

### Retorica
Esempi di retorica sono presenti già nelle prime opere poetiche della triade Livio-Nevio-Ennio, ispiratisi alla forma del discorso esortativo dei protagonisti delle opere epiche di Omero. Successivamente, sin dalla nascita della Repubblica, l'attività oratoria sarà molto influente a Roma, fino alle testimonianze dei discorsi oratori di Cicerone e Catilna nelle opere storiche di Sallustio, nonché nelle opere tragiche di Pacuvio e Accio, in cui lo stile dell’actio è intriso di una forte carica di pathos e teatralità. Cicerone sarà il primo autore latino, a noi giuntoci, a mettere per iscritto dei canoni e principi da seguire riguardo alla tecnica della perfetta oratoria ideale, descrivendo le varie componenti di un'orazione, che deve probare - delctare - flectere, e che deve esser suddivisa, durante la sua creazione, negli elementi di inventio - dispositio - elocutio - memoria - actio. Nel periodo imperiale anche Quintiliano si concentrerà sullo studio della retorica, poiché caduta in profonda decadenza, riproponendo i canoni ciceroniani, fornendo esempi anche di altri scrittori latini non giuntici integri, e fornendo un metodo completamente rivoluzionario di insegnamento per il fanciullo. Esempi di retorica sono precedenti anche nelle Odi di Orazio, in cui l'autore mediante la metrica espone i chiari principi del mos maiorum romano, che servono all'impero nascente poiché il dominio di Roma possa essere stabile nei secoli.

## Filologia e letteratura
Esempi di studio della lingua latina furono presenti già dal II secolo a.C. con Sempronio Asellione, la cui analisi sulla differenza tra "storicismo" e "annalismo" riguardo alla pratica dell'opera storica, è stata citata da Aulo Gellio. Anche Varrone si cimentò sullo studio della lingua latina, nonché compiendo un primo lavoro di filologia sulle commedie di Plauto, riconoscendone 19 autentiche su un totale di quasi 100 spurie. Un ultimo esempio di filologia è presente nella revisione della Bibbia operata da San Girolamo, con la traduzione letteraria delle Sacre Scritture ebraiche nella versione della Vulgata.